# 막골층
막골층(Makgol Formation) 또는 막동 석회암층(Makdong Formation, 莫洞 石灰巖層)은 대한민국 태백산분지에 분포하는 고생대 조선 누층군 태백층군의 석회암 지층이다. 이 지층에는 단양 고수동굴이나 평창 백룡동굴, 구문소와 같이 석회암 동굴을 포함한 카르스트 지형이 발달하며 다수의 코노돈트 화석이 산출된다. 

## 개요

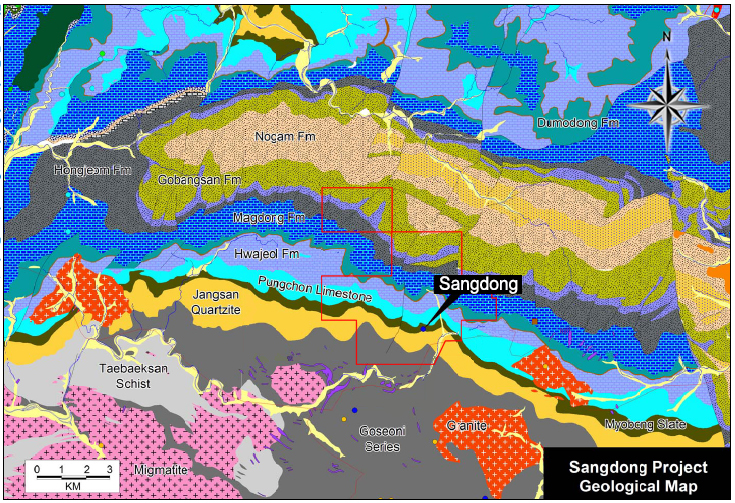
조선 누층군이 분포하는 상동광산 일대 백운산 향사대의 모습이다.

막골층(Makgol Formation) 또는 막동 석회암층(Omg; Ordovician Makdong formation, 莫洞 石灰巖層)은 두무골층 위에 정합적으로 놓이며 석회질 이암, 돌로마이트, 층간 석회질 역암, 생쇄설 입자암, 어란상(魚卵狀) 입자암 등의 다양한 탄산염암으로 구성되고 얇은 사암과 셰일이 협재한다. 지층의 두께는 250~400 m이며, 암상을 기준으로 기저층원, 하부층원, 중부층원, 상부층원으로 구분된다. 막동 석회암층 내의 석회암에는 생물교란 구조, 스트로마톨라이트, 건열, 증발 잔류암의 캐스트 등 다양한 퇴적 구조들이 관찰된다. 하부는 돌로마이트질 석회암이 우세하고 생물 교란에 의한 반점상 구조가 뚜렷하며, 극피동물, 복족류, 삼엽충 등의 골격이 관찰된다. 상부로 가면서 돌로마이트가 우세해지고 생물 골격의 함량이 적어지며 그 대신 스트로마톨라이트, 건열, 증발 잔류암의 흔적이 자주 관찰된다. 막골층(막동 석회암층)은 태백시 동점동의 구문소 주변에서 잘 관찰되며 구문소의 막동 석회암층에서는 연흔, 건열, 소금 결정의 흔적이 뚜렷하게 관찰된다. 막동 석회암층은 퇴적구조 및 암상관찰에 근거하여, 조간대(tidal flat) 환경에서 퇴적된 것으로 해석되었으며, 막동 석회암층의 탄산염암은 해수 및 담수에 의한 속성 작용의 영향을 받았고 해수와 담수의 혼합이 막동 석회암층의 돌로마이트 형성에 영향을 준 것으로 해석된다.

### 지질시대
김하 외(2023)는 막골층 시료를 대상으로 LA-ICP-MS를 이용한 새로운 U-Pb 연대 측정법을 이용해 막골층 시료의 연대를 463.6±15.6 Ma 로 결정하였으며 이는 생층서 연대와 잘 일치한다.

### 지층 이름의 유래
막골층의 이름은 백운산 향사대 남익부에 있는 강원특별자치도 영월군 산솔면 직동리의 막골(莫洞, 洞=골/골짜기) 마을에서 유래되었다. 인근에는 두무골층과 화절층의 이름이 유래된 두무골 마을과 화절 마을이 있다.

### 지층 이름 표기
막골층은 된소리되기에 의해 [막꼴층]으로 발음하며 국어의 로마자 표기법에 의해 영어로는 Makgol이라고 쓴다.

## 화석
- 이하영(1976)에 의하면 삼척탄전의 태백시 동점동, 영월군 상동면 상동, 정선군 신동면 예미리와 조동리 5개 지역의 막동 석회암층에서 코노돈트 화석이 산출되었고 이들은 18속 38종으로 분류되었으며 이중 Oepikodus maggolensis와 2종의 무명 코노돈트가 신종으로 제안되었다. 막동 화석군은 화석군의 특징에 따라 상하부로 구분된다. 하부 화석군은 Acodus deltatus Lindström, Oistodus inaequalis Pander, Drepanodus toomeyi Ethington & Clark, Paltodus inconstans Lindström과 같은 화석들로 오르도비스기 아레니지안(Arenigian)에 대비되며 상부 화석군은 Coelocerodontus digonius Sweet & Bergström, Polycaulodus resupinatus Branson & Mehl, Prioniodina macrodentata (Graves & Ellison), Scolopodus giganteus Sweet & Bergström 등의 화석으로 초기 중부 오르도비스기 화석군과 유사하다.[4]
- 이경우와 이하영(1990)은 태백시 장성-동점 지역에서 조선 누층군 상부 막동 석회암층, 직운산층, 두위봉층에 대한 코노돈트 생층서대를 연구했다. 태백시 장성-동점 지역의 4개 단면에 드러난 3개 지층으로부터 총 1849개의 코노돈트 개체가 수집되었고 이중 막동 석회암층으로부터 332개 개체가 나왔다. 막동 석회암층에서만 산출되는 Aurilobodus leptosomatus, A. n. sp., Drepanodus altipes, Histoidella serratus, Oistodus inclinatus, Paltodus inconstans, Rhipidognathus maggolensis, Scolopodus cornutiformis, S. giganteus, Ulrichodina off. wisconsinensis와 같은 코노돈트 화석들로 2개의 생층서대가 설정되었고, 하부는 Aurilobodus leptosomatus 코노돈트 생층서대로 명명되었으나 상부는 이름이 정해지지 않았다.[5]
- 이병수 등(1997)은 영월군 김삿갓면 옥동리에서 단양군 영춘면 용진리, 동대리 일대에 분포하는 막골 석회암층에서의 코노돈트 연구를 위해 맞밭, 가재골, 영춘 3개 단면에서 158개체의 코노돈트 화석을 채취하였다. 맞밭과 가재골단면은 화석 산출이 적어 생층서대를 설정하지 못하고 영춘단면에서 Triangulodus changshanensis-Aurilobodus leptosomatus 생층서대를 설정하였다. 이 생층서대는 유럽의 아레니지안(Arenigian) 상부와 조선 누층군 영월층군 영흥층 중부 화석군에 대비된다. 이 지역의 막골층은 표식지(백운산 향사대 남부)와 구성 암석이 약간 다르고 변성을 받아 (암)회색 엽리상 석회암이 우세하며 중부에 암회색 셰일이 협재되고 상부는 담회색 돌로마이트질 석회암 및 층간석회암역암으로 구성된다. 모두 15속 34종으로 집계된 158개체의 코노돈트 화석 중 Scolopodus 속이 전체 산출량의 70%로 가장 많이 산출되었고 이중 Scolopodus rex, Scolopodus rex huolienzhaiensis, Scolopodus paltodiformis 3종은 82개체가 산출되어 전체의 52%를 차지한다. Scolopodus rex는 전 세계 여러 지층에서 보고된 바 있는 하부 오르도비스기의 범세계 분포종이다.[6]

## 지역별 암상
태백산지구 지하자원 조사보고서에 의하면 막골층의 하부와 중부는 (청)회색의 평행 구조가 잘 발달된 석회암(두께 400 m 이내)으로 구성되며 대체로 괴상(塊狀)이다. 이 층 상부에는 삼척탄전 지역에서 직운산층으로 알려진 두께 1~50 m의 석회질 셰일층과 그 상위에 두위봉층으로 알려진 두께 20~80 m의 석회암층을 두고 있다. 막동 석회암층의 두께는 500 m 내외이나 일부 지역에서 150 m 정도로 얇아지는 곳도 있다.

### 정선군
정선군에서는 정선읍 덕우리와 남면 광덕리, 백룡동굴과 고양산(1152.3 m) 주변에 분포한다. 이 지층은 주로 청회색 내지 회색의 괴상(塊狀) 내지 판상의 석회암으로 구성되며 담회색을 띠는 결정질(結晶質) 돌로마이트질 석회암을 협재하고 상부의 정선 석회암층과 정합 관계이다.
정선군 남면 지역에서는 예미 45호 광구 북서부에서 두무동층과 정합 관계로 능선부에 완만하게 소규모 분포하고, 예미 36호 남동부 조동리-예미리 일대에서는 가사리 스러스트 단층에 의해 풍촌 석회암층 하부 석회암대와 직접 접하며 분포한다. 이 층의 하부는 암회색의 판상 또는 괴상 석회암으로 구성되고 상부는 돌로마이트와 석회암이 교호하면서 발달하는데 이와 같은 암상에 따라 하부 석회암우세대와 상부 돌로마이트-석회암 호층대로 구분이 가능하다. 상부 호층대 구간에는 예미각력석회암으로 명명된 각력질 석회암이 소규모 분포한다. 
막동 석회암층은 예미 45호 광구 서부에 북동 25~35°방향으로 발달한 정단층에 의해 그 분포가 제한되는데 단층 동부는 막동층 하부 석회암 우세대가, 단층 서부에는 막골층 상부인 돌로마이트-석회암 호층대가 분포한다. 그리고 예미 36호 광구 남동부 방제리-예미리 일대에서는 예미, 가사리 스러스트 단층에 의해 풍촌 석회암층 하부 석회암대와 직접 접하며 분포한다.

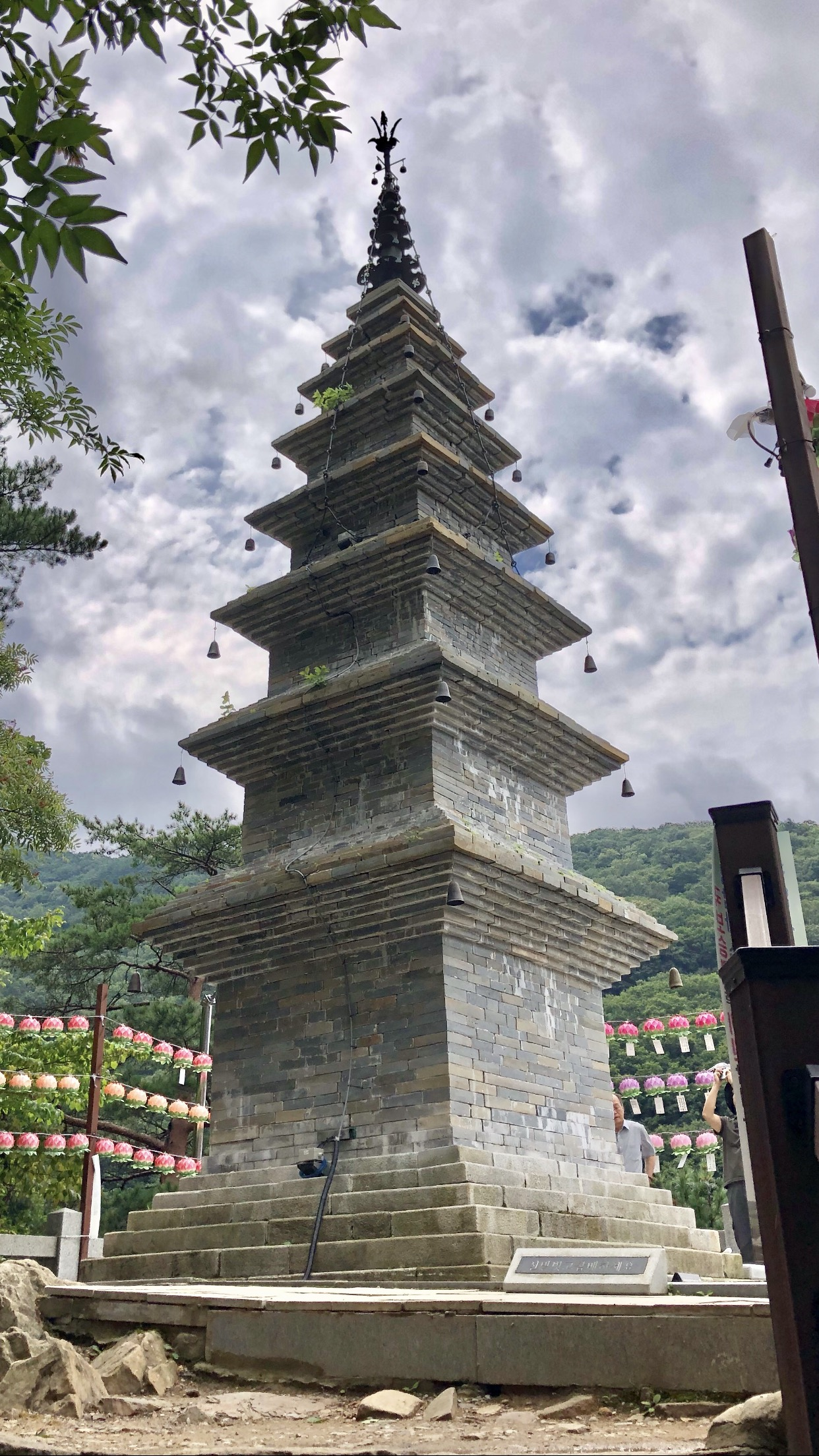
정선 정암사 수마노탑의 재질은 막골층일 가능성이 높다.

정선군 정선읍 덕우리 어천 하천변과 화암면 화암리의 벌문재를 향해 올라가는 지방도 제421호선(벌문재로) 도로변에는 아래 사진과 같이 막골층의 노두가 대규모로 드러나 있다. 
정선군의 막골층
- 정선군 정선읍 덕우리 국도 제59호선 약천사교차로
북위 37° 21′ 58.0″ 동경 128° 42′ 19.0″ / 북위 37.366111°  동경 128.705278°
- 정선군 정선읍 덕우리 덕우삼거리 북측 칠현로 도로변
북위 37° 21′ 26.0″ 동경 128° 43′ 08.0″ / 북위 37.357222°  동경 128.718889°
- 정선군 정선읍 덕우리 백오담체험마을 북측
지번: 정선읍 덕우리 477/도로명주소: 정선읍 백오담길 27
북위 37° 21′ 37.0″ 동경 128° 42′ 49.0″ / 북위 37.360278°  동경 128.713611°
- 정선군 정선읍 덕우리 어천 하천변
북위 37° 21′ 37.0″ 동경 128° 43′ 03.0″ / 북위 37.360278°  동경 128.717500°
- 정선군 정선읍 덕우리 어천 하천변
북위 37° 21′ 37.0″ 동경 128° 43′ 05.0″ / 북위 37.360278°  동경 128.718056°
- 정선군 화암면 석곡리 비암사 북측
북위 37° 21′ 02.0″ 동경 128° 43′ 23.0″ / 북위 37.350556°  동경 128.723056°
- 정선군 화암면 석곡리 석문고개
북위 37° 21′ 12.0″ 동경 128° 43′ 30.0″ / 북위 37.353333°  동경 128.725000°
- 정선군 화암면 화암리 벌문재로 도로변 (이하 동일) 북위 37° 20′ 34.0″ 동경 128° 49′ 10.0″ / 북위 37.342778°  동경 128.819444°
- 북위 37° 20′ 35.0″ 동경 128° 49′ 10.0″ / 북위 37.343056°  동경 128.819444°
- 북위 37° 20′ 37.0″ 동경 128° 49′ 12.0″ / 북위 37.343611°  동경 128.820000°
- 북위 37° 20′ 42.0″ 동경 128° 49′ 15.0″ / 북위 37.345000°  동경 128.820833°
- 고도 645 m 북위 37° 21′ 04.0″ 동경 128° 49′ 14.0″ / 북위 37.351111°  동경 128.820556°
- 북위 37° 21′ 12.0″ 동경 128° 49′ 15.0″ / 북위 37.353333°  동경 128.820833°
- 북위 37° 21′ 11.0″ 동경 128° 49′ 18.0″ / 북위 37.353056°  동경 128.821667°
- 북위 37° 21′ 14.0″ 동경 128° 49′ 24.0″ / 북위 37.353889°  동경 128.823333°
- 고도 680 m 북위 37° 21′ 15.0″ 동경 128° 49′ 24.0″ / 북위 37.354167°  동경 128.823333°
- 북위 37° 21′ 25.0″ 동경 128° 49′ 18.0″ / 북위 37.356944°  동경 128.821667°
- 고도 735 m 북위 37° 21′ 34.0″ 동경 128° 49′ 15.0″ / 북위 37.359444°  동경 128.820833°
- 북위 37° 21′ 34.0″ 동경 128° 49′ 16.0″ / 북위 37.359444°  동경 128.821111°
- 북위 37° 21′ 34.5″ 동경 128° 49′ 17.0″ / 북위 37.359583°  동경 128.821389°
- 고도 745 m 북위 37° 21′ 33.0″ 동경 128° 49′ 19.0″ / 북위 37.359167°  동경 128.821944°
- 북위 37° 21′ 32.5″ 동경 128° 49′ 20.5″ / 북위 37.359028°  동경 128.822361°
- 북위 37° 21′ 32.0″ 동경 128° 49′ 28.0″ / 북위 37.358889°  동경 128.824444°
- 고도 770 m 북위 37° 21′ 32.0″ 동경 128° 49′ 29.0″ / 북위 37.358889°  동경 128.824722°
- 북위 37° 21′ 26.5″ 동경 128° 49′ 40.5″ / 북위 37.357361°  동경 128.827917°
- 벌문재 정상부 지방도 제421호선과 막골층 (고도 795 m)
- 벌문재 정상부 (고도 795 m, 이하 동일)
- 정선군 임계면 덕암리 벌문재로 도로변 (고도 770 m, 이하 동일)
북위 37° 21′ 39.0″ 동경 128° 49′ 42.0″ / 북위 37.360833°  동경 128.828333°
- 고도 725 m 북위 37° 21′ 43.0″ 동경 128° 49′ 46.0″ / 북위 37.361944°  동경 128.829444°

### 삼척시,태백시

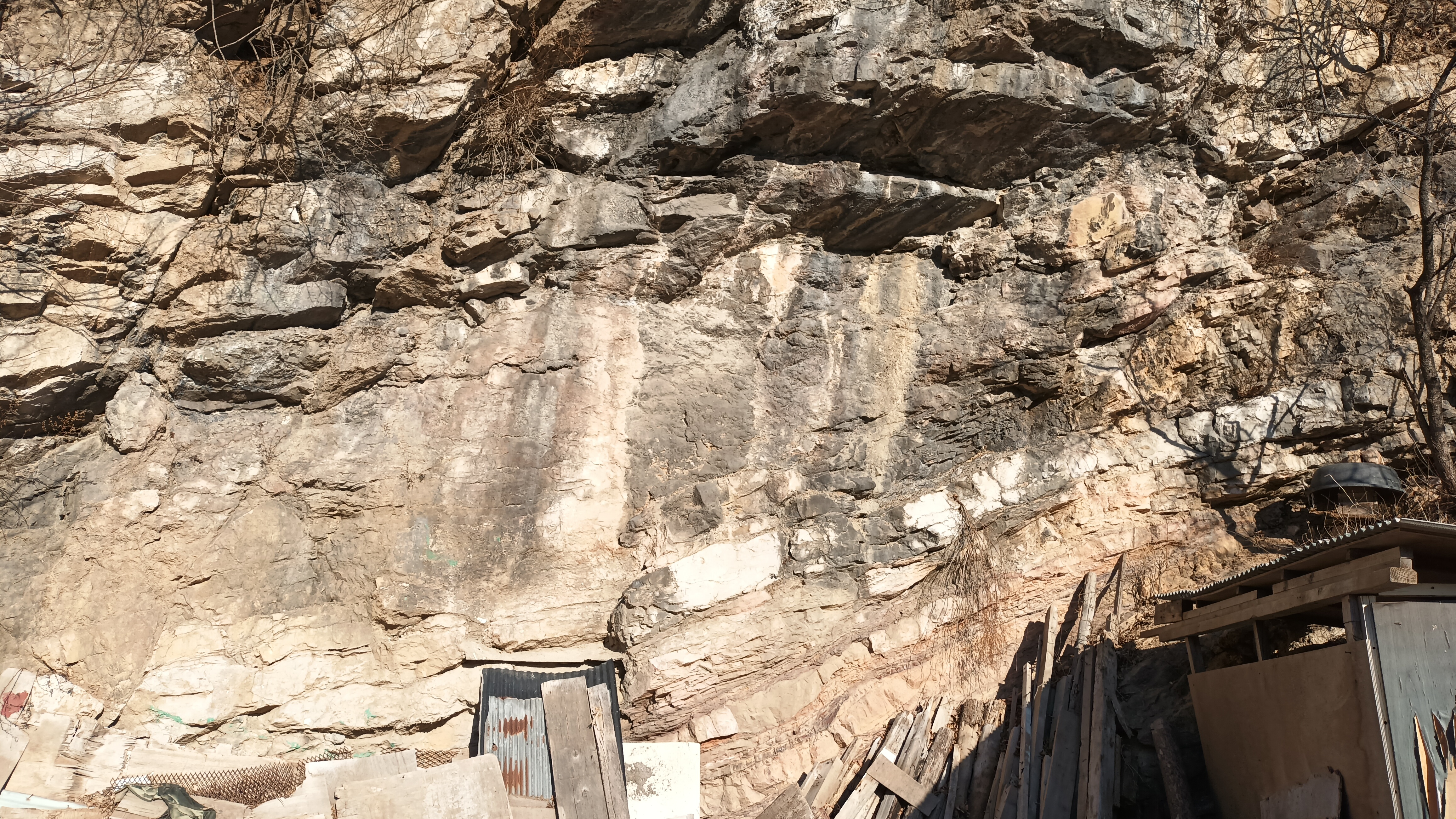
태백시 황지동 황지교사거리 동쪽, 노외공영주차장(지번: 태백시 황지동 20-4) 진입로의 막골층

장성 지질도폭(1967)에 의하면 막동 석회암층은 지방도 제910호선이 지나는 석개재 부근에서 덕풍계곡에 이르는 지대에 잘 발달되어 있으며 이 지역에서의 막동 석회암층은 하부에서는 괴상(塊狀)이나 상부는 판상(板狀)으로 층리가 양호하며 암흑색을 띠는 경향이 있다. 지층의 두께는 200~250 m이다. 중봉산(739.9 m) 부근의 풍곡 탄광에서는 일부 역단층을 수반하는 동사(同斜) 구조를 이루어 평안 누층군 홍점층의 남, 북측에 반복 노출된다.
정창희(1969)의 조사에 따르면 삼척탄전 지역에서 막골층은 청회색~회색의 괴상(塊狀) 석회암으로 구성되며 상부는 백색 석회암이다. 지층의 두께는 150~500 m이다. 막골층 중간에 두께 15 m의 각력암층(예미각력석회암층)이 발견된다.
백인성(1986)은 태백시 장성동의 막골층 상부에서 증발잔류암 광물의 캐스트(cast)를 발견하였다. 이 캐스트는 미정백운암(微晶白雲岩, dolomicrite), 미크라이트(micrite), 석영 입자들로 채워져 있으며 형태 및 암상으로 보아 소금, 석고 또는 경석고의 캐스트로 해석된다. 이들 캐스트가 산출된 돌로마이트 지층에는 건열 구조, 스트로마톨라이트 등이 흔히 수반되나 화석은 산출되지 않는다. 이를 종합하면 본 돌로마이트 지층은 주기적으로 습윤한 기후가 형성되는 건조 기후 하의 조간대에서 퇴적되었음을 지시한다.
태백시 원동 지역 원동 스러스트 단층 남부에 분포하는 막동 석회암층은 주로 판상 및 렌즈상, 또는 괴상(塊狀)의 돌로마이트질 석회암과 돌로마이트로 구성되며, 일부 탄산염 각력암이나 평력암들이 협재된다. 일반적으로 막골의 하부층준은 돌로마이트질 석회암이, 상부층준은 돌로마이트가 우세하게 나타나며, 이러한 돌로마이트질 석회암과 돌로마이트들은 속성작용 초기에 일어난 돌로마이트화 작용에 의한 것으로 해석된다. 지층의 두께는 약 400 m이다.

### 석개재
석개재에서 막골층은 약 250 m 두께로 나타나며 임도를 따라 나타난 노두는 최하부와 하부로, 지방도를 따라 나타난 노두를 중부와 상부로 구분한다. 두께 45 m의 최하부는 암회색의 괴상(塊狀) 돌로마이트와 생교란(bioturbated) 와케스톤~입자암(Grainstone), 석회암역암으로 구성된다. 두께 80 m의 하부는 생교란 와케스톤~입자암, 스트로마톨라이트가 나타나는 석회질이암, 괴상 입자암, 돌로마이트질 석회이암과 괴상 돌로마이트, 석회암역암, 돌로마이트 각력암 등으로 구성된다. 두께 85 m의 중부는 생교란(bioturbated) 와케스톤~입자암, 암회색과 담회색의 괴상 돌로마이트 등으로 구성된다. 두께 60 m의 상부는 암석학적으로 하부와 유사하며 생교란 와케스톤~그레인스톤, 돌로마이트질 석회질이암, 담회색과 암회색의 괴상 돌로마이트, 돌로마이트 각력암 등으로 구성된다. 탄산염암 퇴적상이 나타난다. 석개재 지역 하부 막골층 탄산염암을 대상으로 광물조성, 미세구조 및 지화학적 특성을 분석한 결과, 막동층 최하부는 고염분의 대규모 퇴적수의 영향으로 마그네슘(Mg) 성분이 지속적으로 공급되는 가운데 돌로마이트가 형성되었고, 하부는 담수와 해수의 혼합수 환경에서 속성 유체의 영향을 받았을 가능성이 제시되었다.
석개재 도로의 막골층 (먼저 나오는 사진이 상위 지층)
- 임도 입구. 들어가자마자 바로 막골층이 출현한다.
- 북위 37° 05′ 07.2″ 동경 129° 08′ 26.8″ / 북위 37.085333°  동경 129.140778°
- 북위 37° 05′ 06.6″ 동경 129° 08′ 26.3″ / 북위 37.085167°  동경 129.140639°
- 북위 37° 05′ 02.1″ 동경 129° 08′ 24.5″ / 북위 37.083917°  동경 129.140139°
- 북위 37° 04′ 55.8″ 동경 129° 07′ 58.5″ / 북위 37.082167°  동경 129.132917°
- 북위 37° 04′ 55.4″ 동경 129° 07′ 59.2″ / 북위 37.082056°  동경 129.133111°
- 북위 37° 04′ 55.9″ 동경 129° 07′ 57.6″ / 북위 37.082194°  동경 129.132667°
- 북위 37° 04′ 55.8″ 동경 129° 07′ 57.4″ / 북위 37.082167°  동경 129.132611°
- 북위 37° 04′ 55.6″ 동경 129° 07′ 57.3″ / 북위 37.082111°  동경 129.132583°
- 북위 37° 04′ 54.6″ 동경 129° 07′ 57.9″ / 북위 37.081833°  동경 129.132750°
- 북위 37° 04′ 54.5″ 동경 129° 07′ 58.1″ / 북위 37.081806°  동경 129.132806°
- 북위 37° 04′ 54.0″ 동경 129° 07′ 58.4″ / 북위 37.081667°  동경 129.132889°
- 북위 37° 04′ 53.0″ 동경 129° 07′ 59.3″ / 북위 37.081389°  동경 129.133139°
- 북위 37° 04′ 52.1″ 동경 129° 08′ 00.7″ / 북위 37.081139°  동경 129.133528°
- 북위 37° 04′ 52.1″ 동경 129° 08′ 00.7″ / 북위 37.081139°  동경 129.133528°
- 북위 37° 04′ 50.9″ 동경 129° 08′ 06.7″ / 북위 37.080806°  동경 129.135194°
- 북위 37° 04′ 50.5″ 동경 129° 08′ 07.0″ / 북위 37.080694°  동경 129.135278°
- 북위 37° 04′ 50.6″ 동경 129° 08′ 07.6″ / 북위 37.080722°  동경 129.135444°
- 북위 37° 04′ 50.1″ 동경 129° 08′ 12.8″ / 북위 37.080583°  동경 129.136889°
- 북위 37° 04′ 47.4″ 동경 129° 08′ 22.0″ / 북위 37.079833°  동경 129.139444°

### 영월군,정선군

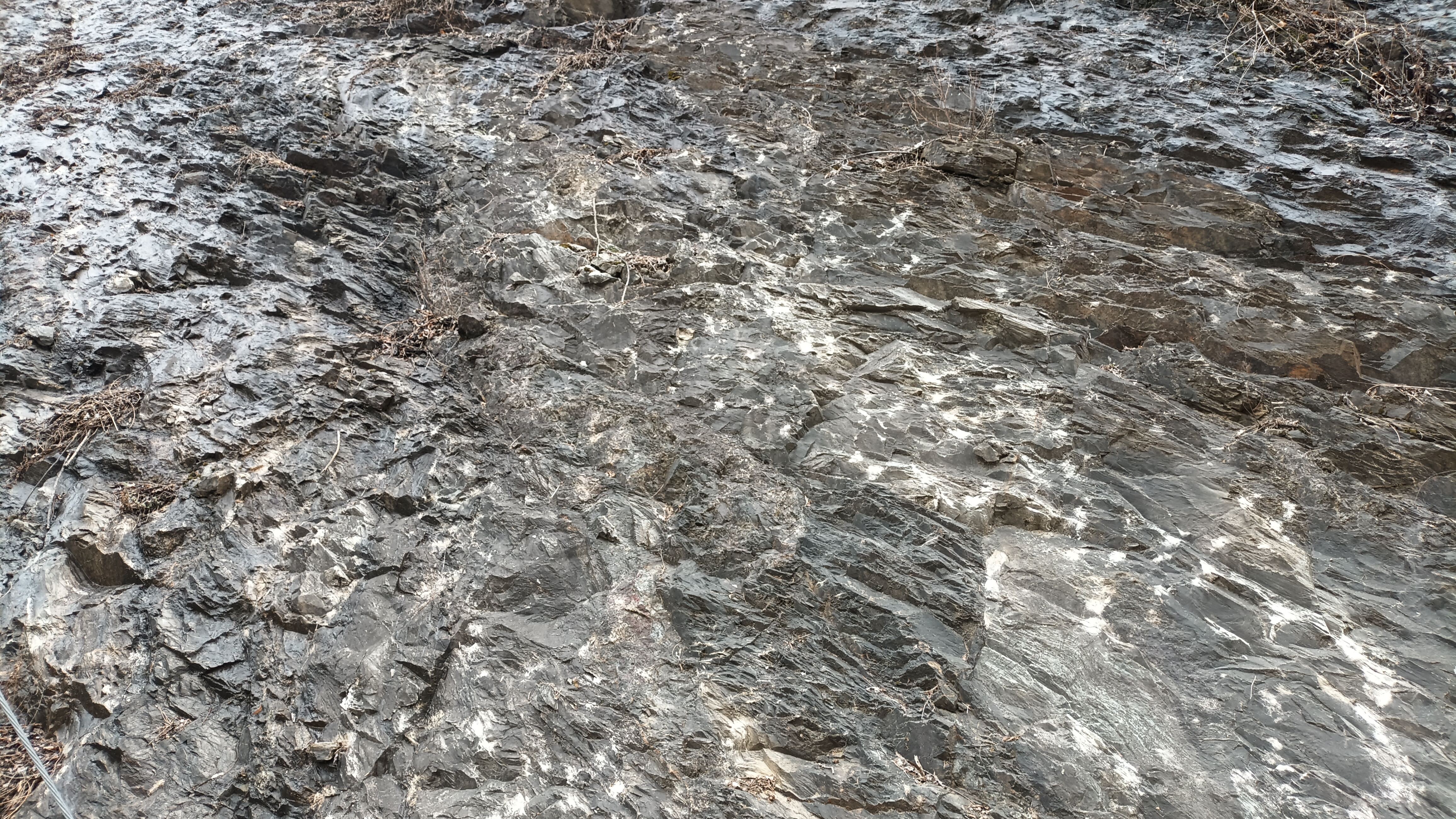
영월군 영월읍 연하리 743-3 영월로 도로변의 막골층 노두

- 옥동 지질도폭(1966)에 의하면 주로 회색의 미세한 호상(縞狀) 구조를 보이는 석회암으로서 부분적으로 돌로마이트의 렌즈상(狀) 반점이나 박층(薄層)이 협재된다. 중부에는 수 m 두께의 셰일층들이 협재된다. 상부의 두위봉층에 대비되는 고성 석회암층에 의해 관계 미상으로 덮이며 지층의 두께는 약 500 m 에 달한다.[15]
- 김봉균(1969)은 정선군 예미 북부 지역을 조사하고, (1) 정선 석회암층과 예미각력석회암층 사이는 서로 정합적이며 (2) 태백산지구지하자원조사단(1962)이 보고한 예미각력석회암층은 연속성이 불량하며 막골 석회암층 상부에 렌즈상으로 협재되어 있을 뿐이며 (3) 막동 석회암층과 정선 석회암층 사이가 점이적이어서 양자간의 경계선을 설정할 수 없고 정선 석회암층 하부에 발달한다고 하는 백색 규암도 막골 석회암층에 협재된 지층에 불과하다는 이유를 들어 태백산지구지하자원조사단이 설정한 막동 석회암층, 정선 석회암층, 예미각력석회암층을 모두 막동 석회암층으로 통합시켰다. 이 지역에서 막동 석회암층의 하부는 주로 (암)회색의 석회암에 돌로마이트가 협재되며 상부는 간혹 엽리가 발달하는 잡색(황색, 담회색, 자색, 핑크색으로 구성) 석회암 중에 박층의 백색 규암, 잡색 각력질석회암과 암회색 셰일이 협재된다. 지층의 두께는 500 m 이상을 보인다.[16]
- 백인성(1987)에 의하면 백운산 향사대 남측의 막골층은 생교란, 스트로마톨라이트, 탄산염이암과 규질쇄설성암의 윤회층, 평력암상, 입자암 암상 5개 암상으로 구분되며 조간대에서 퇴적된 것으로 해석된다.[17]

### 예미각력석회암
예미각력석회암(Oyb; Ordovician Yemi breccia-limestone formation, 禮美角礫石灰巖)은 막골층 중간에 발달하는 각력석회암 지층이다. 이 지층은 태백산지구 지하자원 조사보고서(1962)에서 처음 보고되었으며 그 성인(成因)에 대해 여러 의견이 존재한다. 현재까지도 예미각력암의 성인에 대해 일치된 의견이 없다.
- 태백산지구 지하자원 조사보고서에 의하면 정선군 신동읍 예미리와 석항리에 발달하며 석회암의 각력으로 되어 있고 각력의 크기는 50 mm~최대 50 cm이다. 각력 중에는 두무골층의 석회암과 유사한 석회암 및 정선 석회암층 기저에서 볼 수 있는 담갈색의 규암과 같은 규암의 각력이 있다. 지층의 두께는 70~160 m이다.[7]
- 김봉균(1969)은 예미각력석회암층의 연속성이 불량하며 막동 석회암층 상부에 단지 렌즈상으로 협재되어 있다는 점을 들어 예미각력석회암층을 막동 석회암층 내에 포함시켰다. 그리고 예미각력석회암층을 동시퇴적기원의 층간 각력암(intraformational breccia)으로 해석하였다.[16]
- 우경식(1997)은 예미각력암이 막동 석회암층 상부가 퇴적될 당시에 퇴적된 증발암이 용해되면서 생성된 용해(溶解)-붕락(崩落) 각력암으로 해석하였다. 정선군 신동읍 방제리와 조동리의 예미각력암은 막동 석회암층 상부에 협재되는데, 방제리에서는 두께가 다양한 11매의 각력암층이 관찰된다. 용해-붕락 각력암은 퇴적 후 퇴적암이 지표에 노출되면 지표수나 지하수가 퇴적암 내의 증발암을 용해시키면서 상위의 암석이 무너져 생성되는 것이다. 조동리와 방제리의 예미각력암에는 암염과 같이 용해-붕락 각력암임을 지시하는 증거가 여러 가지 발견된다. 그리고 예미각력암은 속성 기원의 암석이고 인접한 지역에서 지층의 대비가 불가능하며 지층의 상한과 하한을 정할 수 없기 때문에 하나의 층(formation)으로 인정될 수 없으며 막동 석회암층의 일부로 간주되어야 하고, 예미각력암 위의 고성 셰일층과 석회암층은 직운산층과 두위봉층으로 개명되어야 한다고 설명했다.[18]
- 류인창 등(2005)은 중기 오르도비스기에 경사진 면을 따라 흘러내린 암설류 퇴적층으로 해석하였다.[19]

### 단양군
단양 지질도폭(1967)에 의하면 두무동층 위에 정합적으로 놓이고 그의 상부는 홍점층에 의해 부정합으로 덮인다. 죽령 단층 이남에서는 대강면 사인암리, 괴평리 지역에서 화강암 내에 루프 펜던트(Roof Pendent)로 남아 있다. 본 지층의 주향은 북동 40~50°, 경사는 북서 60~70°이나 죽령 단층 부근에서는 단층의 영향으로 주향이 북서 10°로 변한다. 본 지층은 비교적 순수한 양질의 석회암으로 구성되며 석회암 사이에 얇은 층의 돌로마이트가 수 매 협재된다. 석회암은 일반적으로 회색, 청회색의 치밀한 결정질 석회암으로 대체로 엽리상, 판상 구조가 발달하고 부분적으로 괴상(塊狀)을 이루나 하위의 두무동층에서 볼 수 있는 충식 석회암 또는 석회질대와 점토층의 호층으로 이루어진 호상 석회암은 협재되지 않는다. 가곡면 금곡리 북부에서는 두께가 20~30 cm인 석회암 역암이 협재된다. 역암의 역은 모두 석회암으로 대부분 원도가 불량한 각력(角礫)으로 그의 장경은 3~4 cm 내외이다. 석회암 내에 협재되어 있는 돌로마이트는 회백색 또는 담회색 중립 결정질암으로 보통 괴상(塊狀) 구조로 발달되어 층리의 발달이 불량하다. 이들은 얇은 층이며 5~6매가 설정된다. 죽령 단층 인접부와 그 이남부의 본 층은 중생대 흑운모 화강암의 관입에 의해 재결정되어 등립상(等粒狀; 삭카로이달 구조 Saccaroidal texture)을 이루고 있다. 본 지층의 두께는 죽령 단층 이북에서는 300~350 m 이나 그 이남에서는 250~300 m로 다소 좁아진다. 고바야시(1966)는 이 층 기저부에서 발달한 암회색 석회암에서 삼엽충 및 기타 28종의 대형 화석을 기재하고 이를 북미 오르도비스기 하부 Canadian 통의 중부 내지 하부에 대비시켰다.
정태영 등(2016)은 단양군 고수리, 노동리, 상진리 일대에 분포한 조선 누층군 중에서 기존의 단양도폭에서 막동 석회암층과 고성층으로 알려져 있는 지층을 연구하였다. 고수리와 상진리 지역의 두께 약 100~150 m의 막골층은의 주로 우이드를 포함한 담회색 내지 암회색의 석회암으로 구성되며. 이는 이 석회암이 넓은 수심 약 10미터 이내의 천해환경에서 퇴적되었다는 것을 의미한다고 설명하였다.

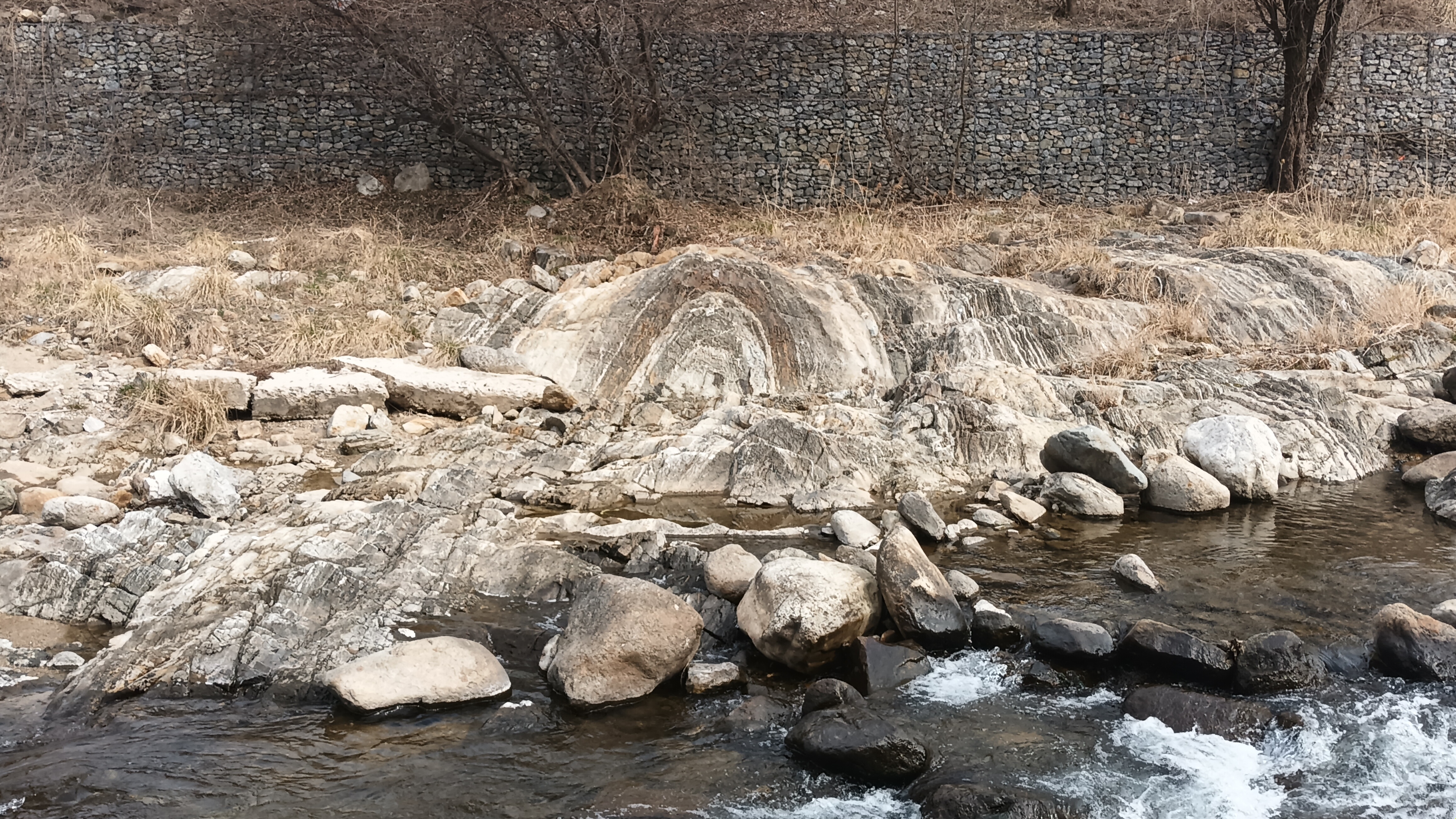
단양군 대강농공단지 대강농공길 27 부근 하천의 막골층에 발달한 교과서적인 배사 습곡 구조의 모습이다.
북위 36° 55′ 13.9″ 동경 128° 21′ 50.1″ / 북위 36.920528°  동경 128.363917°
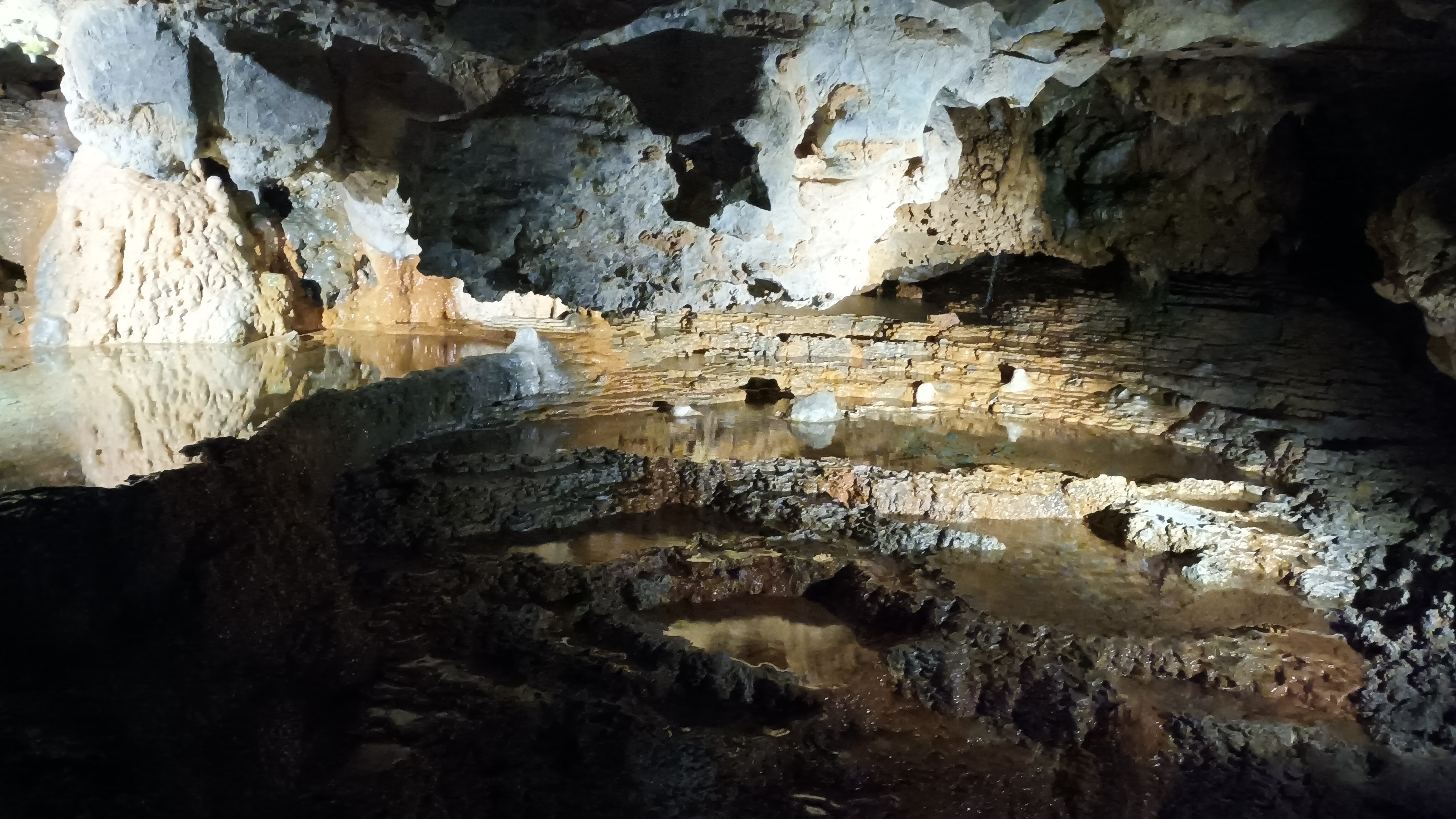
단양 고수동굴 내부의 모습이다.
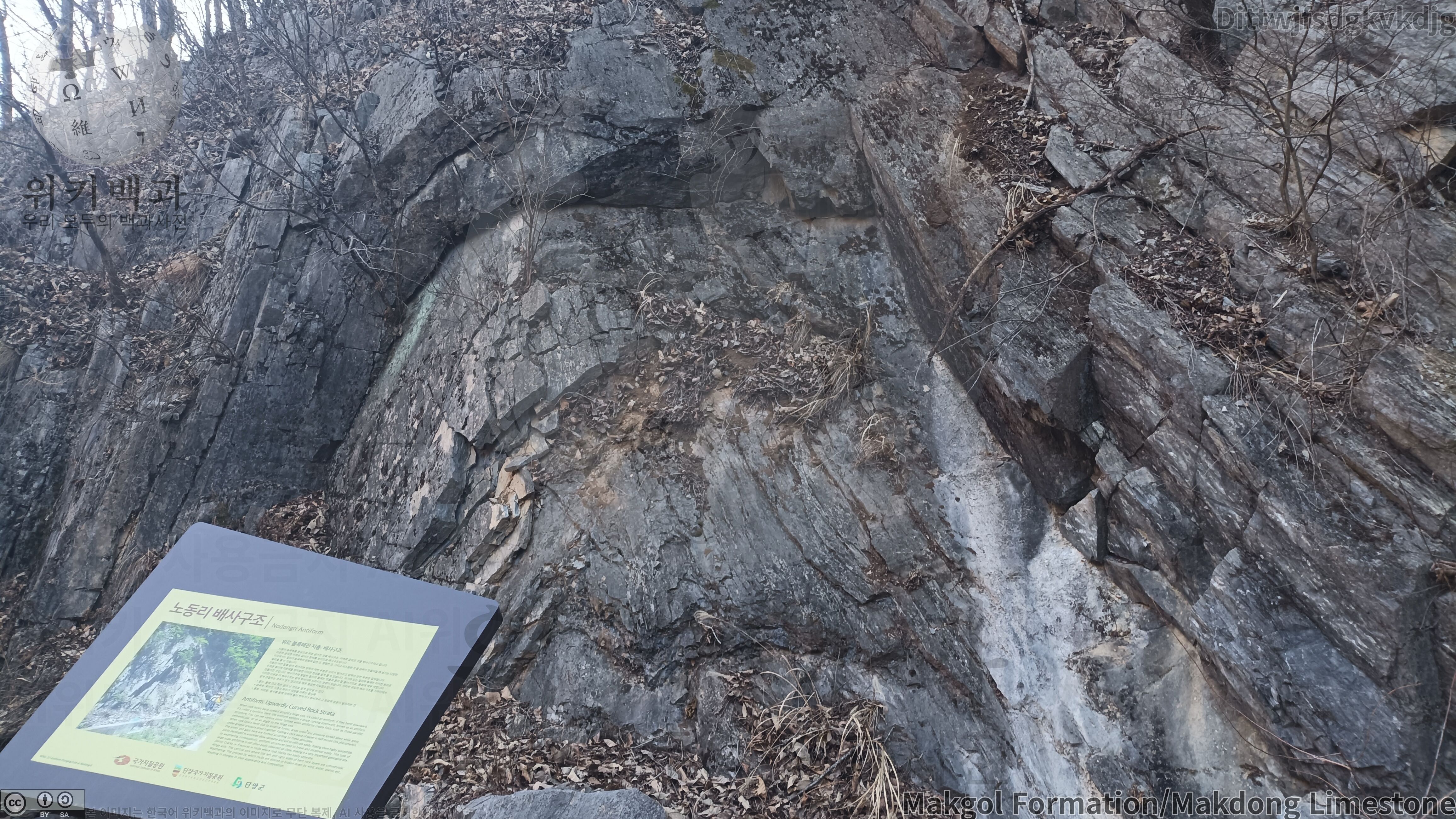
단양군 단양읍 노동리 101-5에 드러난 막골층 내 침강배사 습곡구조의 모습이다.
북위 36° 58′ 42.53″ 동경 128° 23′ 35.72″ / 북위 36.9784806°  동경 128.3932556°
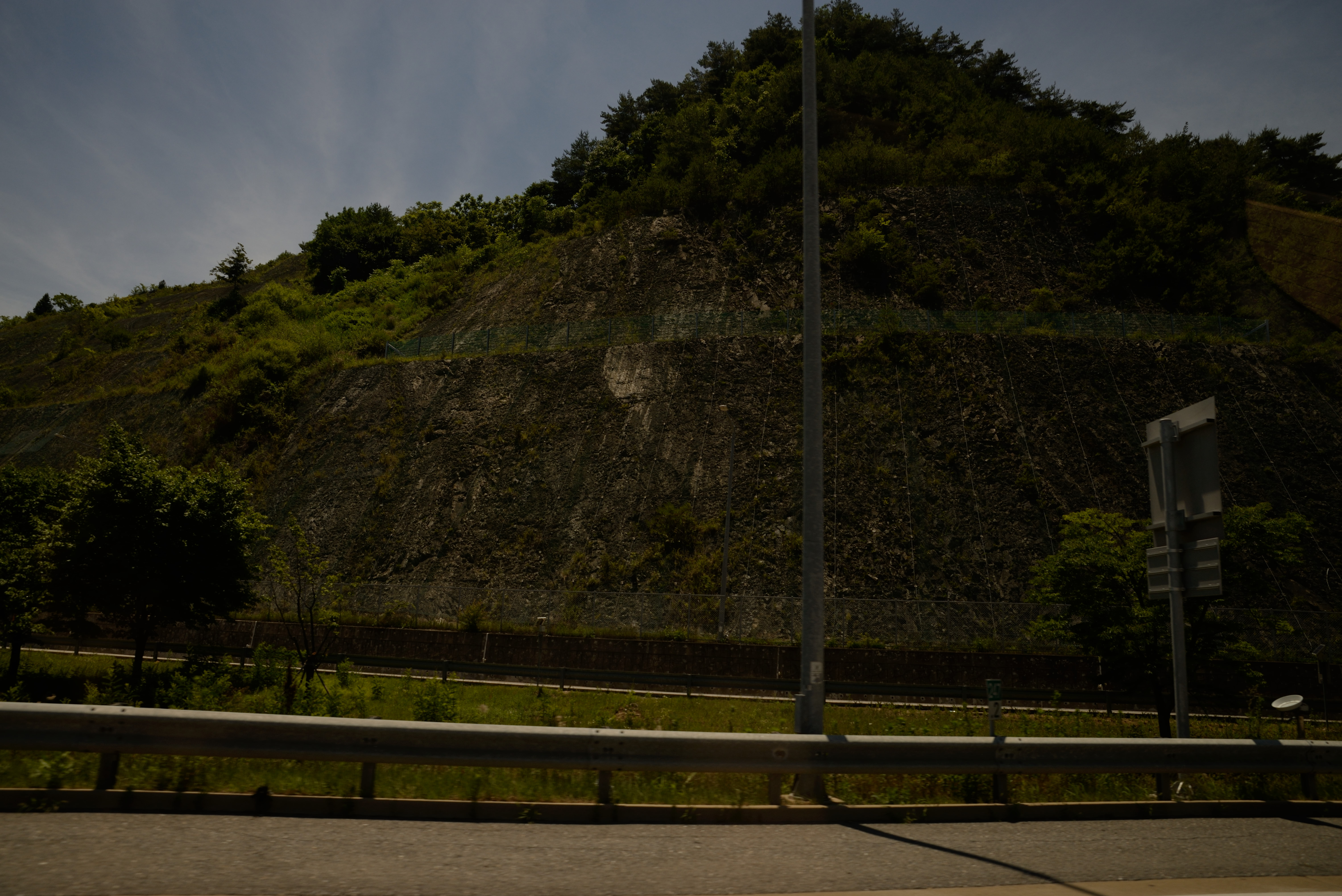
중앙고속도로 단양 나들목 남서측 진출로 절개사면에 드러난 막동 석회암층의 노두이다. 서쪽으로 약 75°기울어 있다.
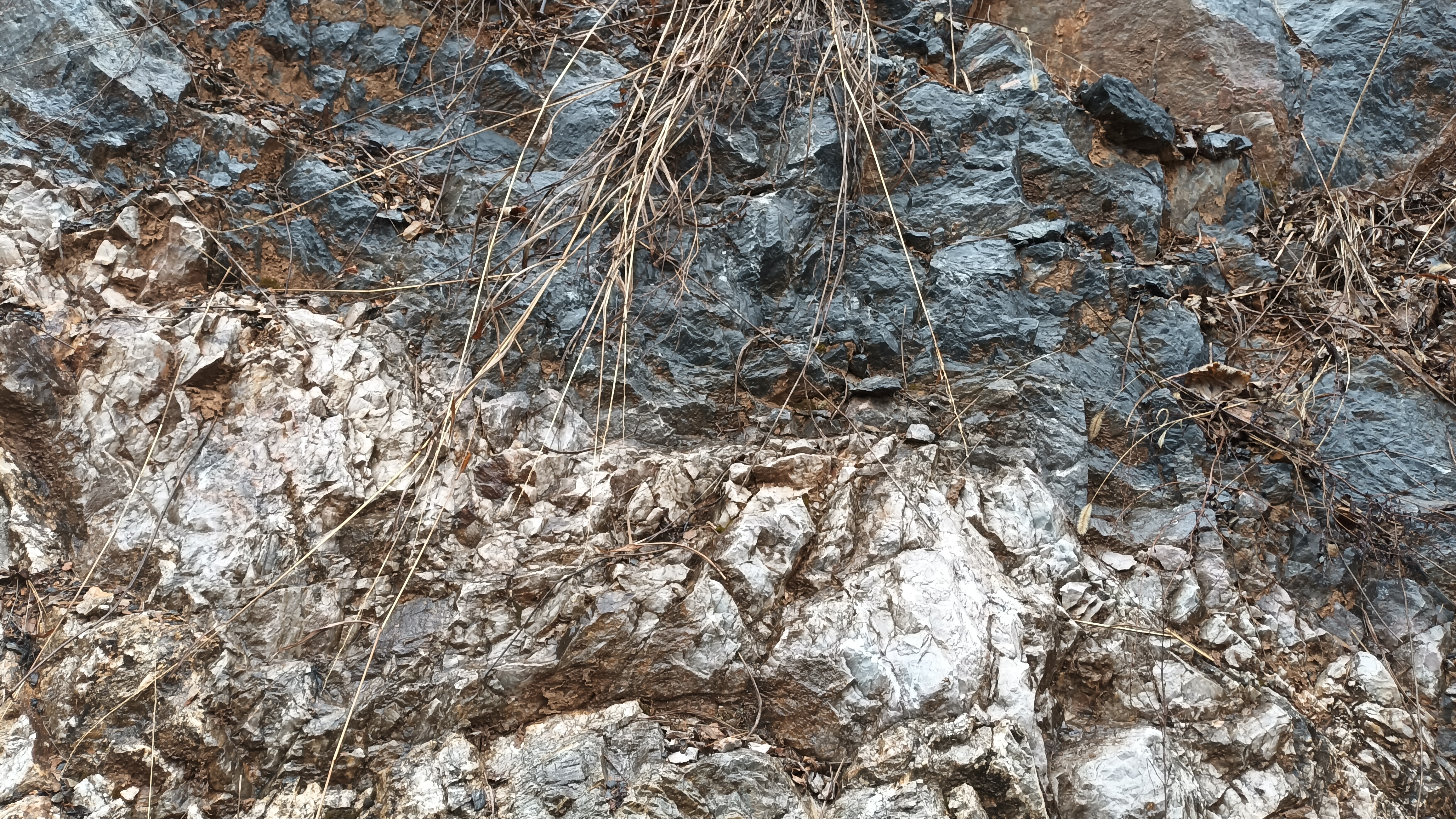
단양군 단양읍 노동리 노동장현로 도로변의 막골층
북위 36° 57′ 11.9″ 동경 128° 22′ 20.3″ / 북위 36.953306°  동경 128.372306°
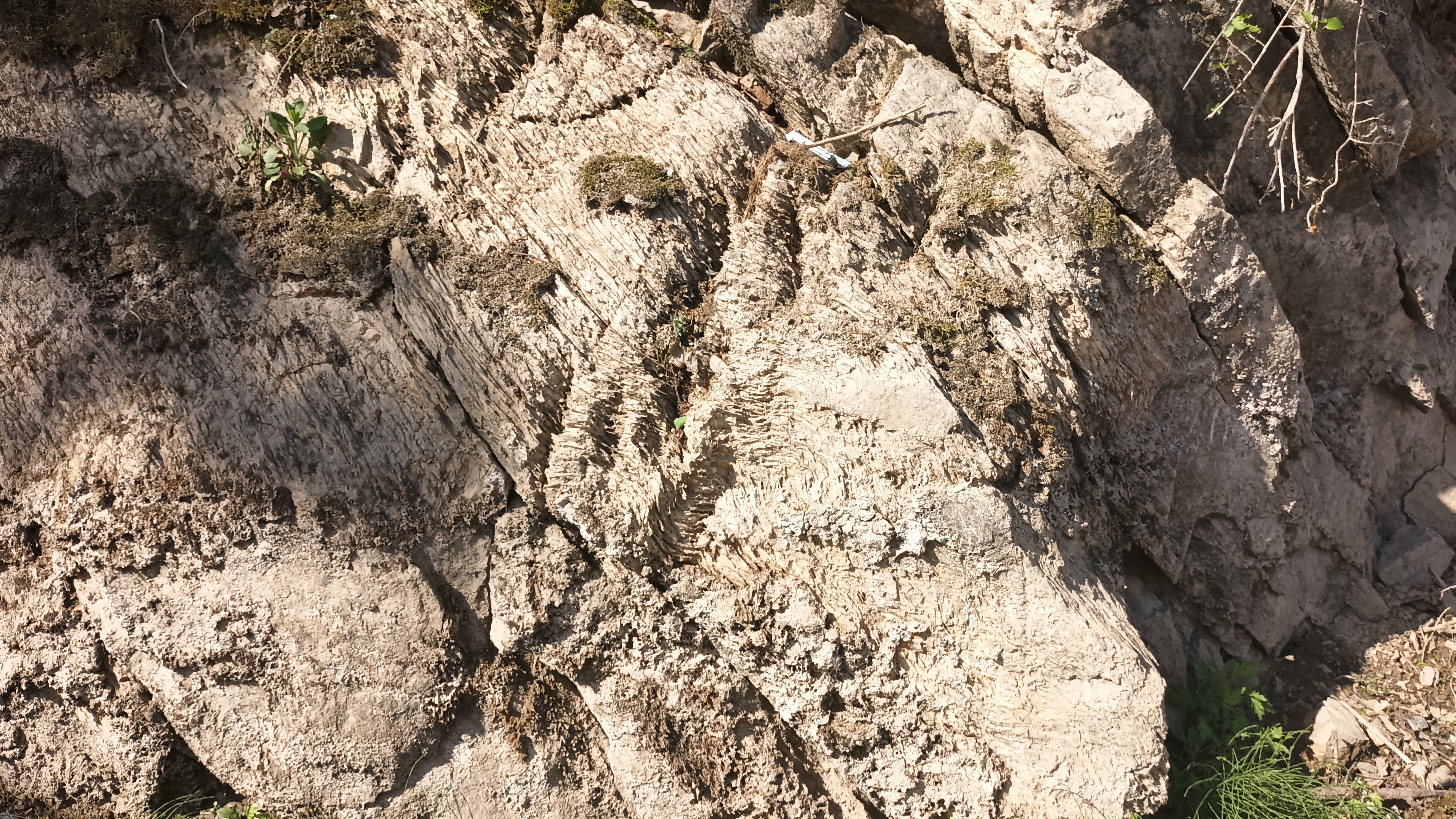
단양읍 노동리 남한강변의 막골층
북위 36° 58′ 18.6″ 동경 128° 21′ 42.2″ / 북위 36.971833°  동경 128.361722°
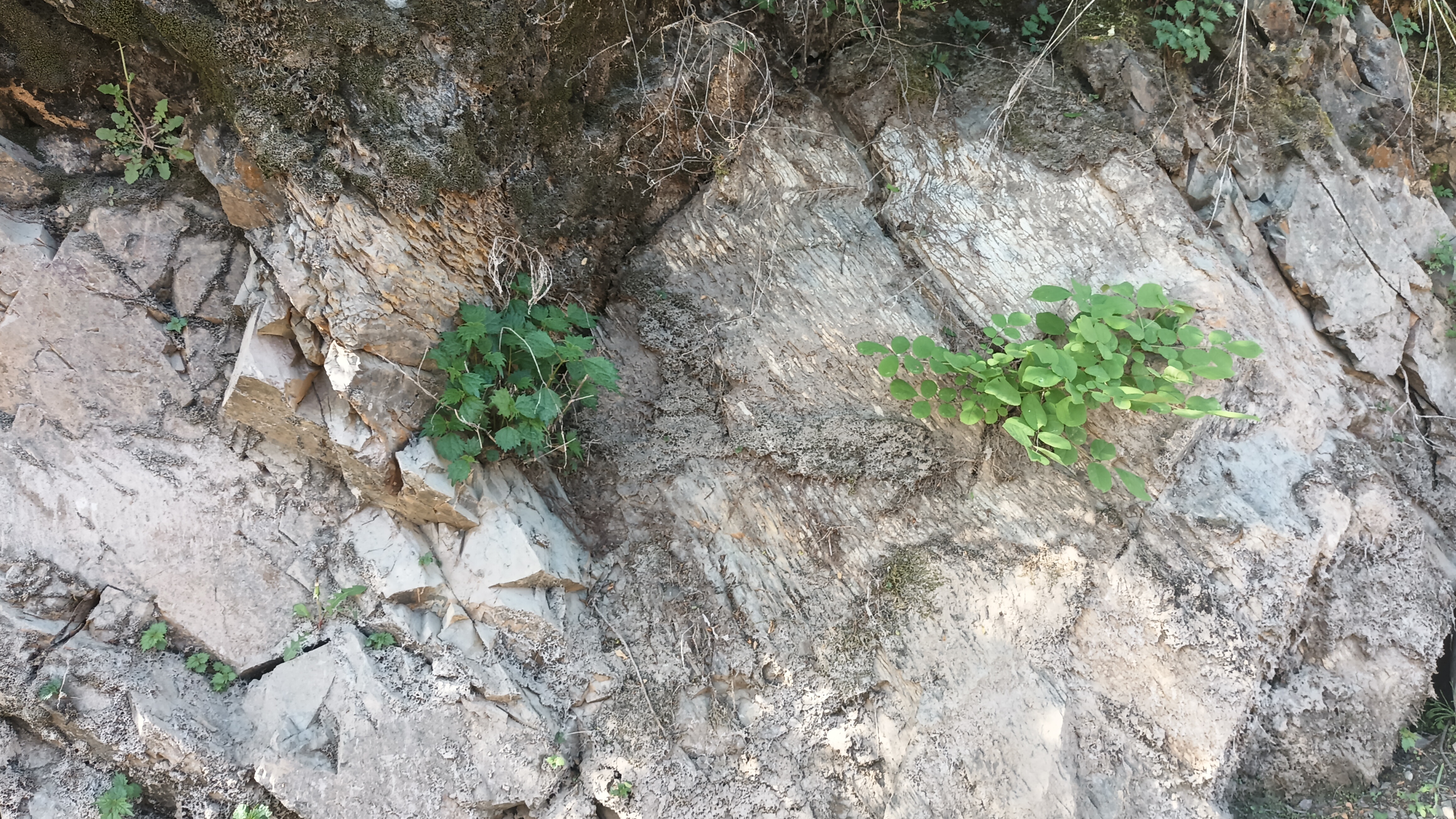
단양읍 노동리 남한강변의 막골층
북위 36° 58′ 20.7″ 동경 128° 21′ 36.8″ / 북위 36.972417°  동경 128.360222°
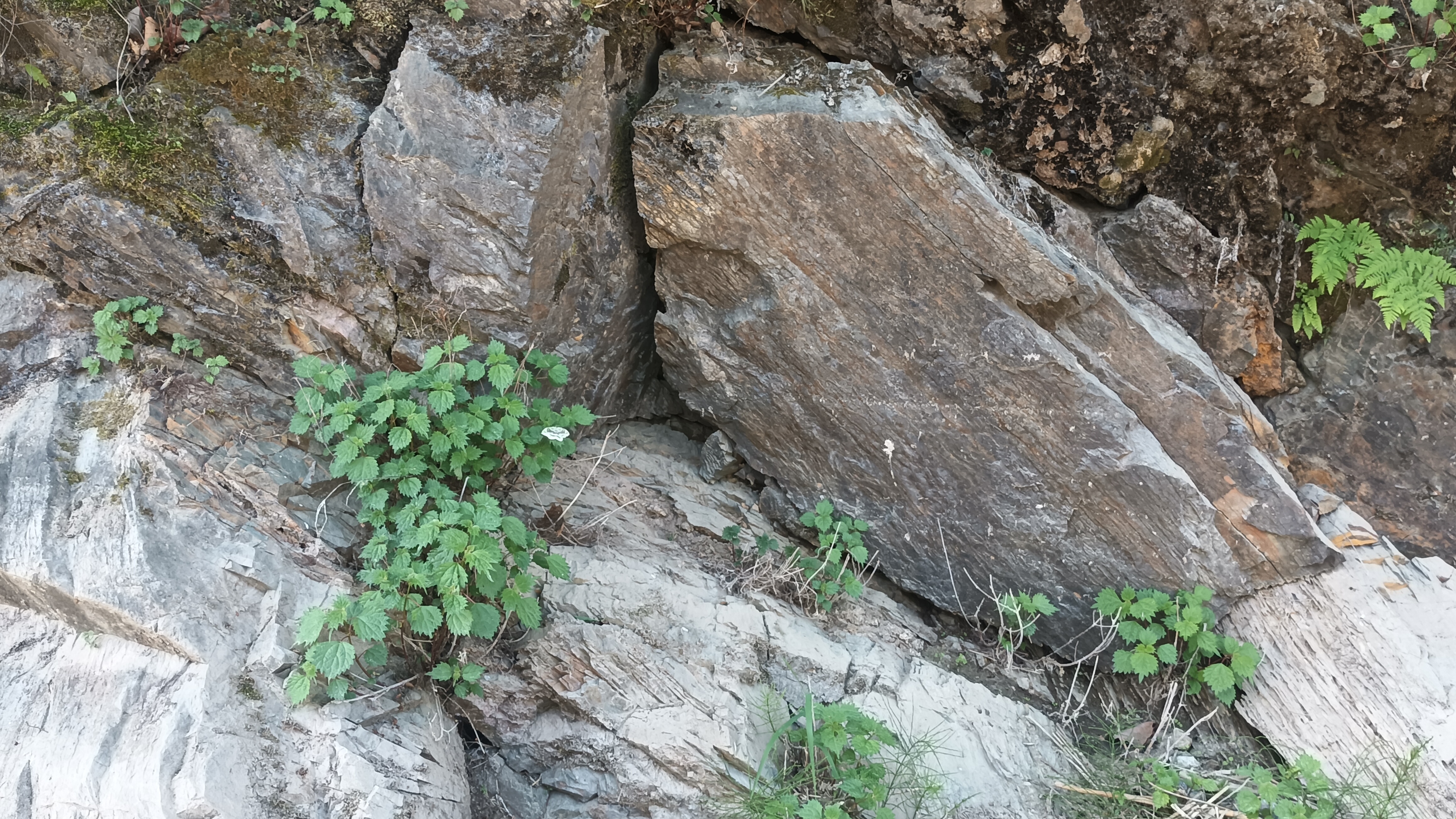
단양읍 노동리 남한강변의 막골층
북위 36° 58′ 18.7″ 동경 128° 21′ 45.0″ / 북위 36.971861°  동경 128.362500°

## 지질 유산

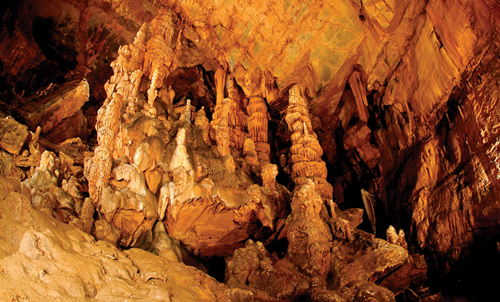
조선 누층군 막동 석회암층 중에 발달하는 평창 백룡동굴의 모습이다.

### 평창군
평창군 미탄면 마하리의 막동 석회암층 중에 발달하는 평창 백룡동굴은 전체적으로 동-서 방향으로 발달하는 수평굴이다. 동강댐 건설 백지화로 보존될 수 있었던 이 동굴은 주된 절리면을 따라 지하수면 근처에서 형성된 후 동굴 내부를 흐르는 지하수에 의해 확장된 것으로 볼 수 있다. 백룡동굴에는 에그프라이형 석순과 같은 특이한 동굴생성물이 발달한다.

### 정선군
- 정선군 정선읍 덕우리 423-4 (N 37°21'50.2", E 128°42'36.9")에 드러난 카렌 지형 명바위는 토양대에서의 용해 작용에 의해 형성된 지하 카렌 지형이다. 명바위 카렌의 막동 석회암층은 암회색 내지 담회색의 석회암과 돌로마이트가 대부분이며 엽층리가 발달하고 방해석으로 충전된 세맥이 다수 관찰된다. 내부에는 수십 cm 규모의 소규모 습곡 구조가 발달한다.[23]
- 정선군 고한읍 고한리의 정암사에는 돌을 벽돌 모양으로 깎아 쌓아올린 정선 정암사 수마노탑이 있다. 수마노탑의 돌은 돌로마이트로 구성되어 있으며, 우경식(2012)은 수마노탑의 돌은 색상, 퇴적구조, 암질 등을 고려했을 때 막골층의 암석일 가능성이 가장 높다고 결론지었다.[24]

### 영월군
- 영월군 영월읍 팔괴리 1-5와 정양리 일대(N 37°08'56.73", E 128°29'51.37")에는 조선 누층군 막동 석회암층과 대동 누층군 반송층의 암석이 북동 주향에 북서로 경사한 공수원 스러스트 단층에 의해 단층 접촉하고 있다.[23]
- 영월군 중동면 연상리 산 110-5 (N 37°11'48", E 128°32'04")에는 지방도로의 절개사면에 막동 석회암층의 엽층리가 발달한 석회암과 괴상 석회암의 호층이 100 m에 걸쳐 높이 20 m로 드러나 있다. 노두에서는 층리에 평행하게 발달한 주향 이동 단층이 반복하여 나타나고 일부 배사 습곡 구조와 방해석 세맥들이 발달해 있다.[23]

### 태백시
검룡소
태백시 창죽동의 검룡소 일대에는 막동 석회암층이 분포하며 석회암으로 구성되는 하부층원, 두께 30 m의 돌로마이트로 구성되는 중부층원, 석회암과 돌로마이트가 교호하는 상부층원으로 구분된다. 검룡소에서 많은 지하수가 나오는 것은 물이 잘 스며드는 막동 석회암층의 석회암 지대에 빗물과 지하수가 합쳐져 단층과 절리와 같은 단열대를 따라 흐르다가 지표로 나오는 것이다.
용연동굴
태백시 화전동의 용연동굴은 막동 석회암층에 총 연장 800 m로 발달하며 종유석과 석순이 많고 1966년 한일 합동조사 때 6종의 동굴 생물이 발견되었다.
태백고생대자연사박물관 황지천 하상
태백시 동점동 태백고생대자연사박물관 앞 황지천 하상에는 막동 석회암층이 대규모로 드러나 있으며 석회암과 돌로마이트가 교호하는 선명한 층리가 드러난다. 아래 사진과 같이 이곳의 막동 석회암층에는 생물 교란 구조, 스트로마톨라이트, 연흔, 건열 구조가 선명하게 드러나 있다.

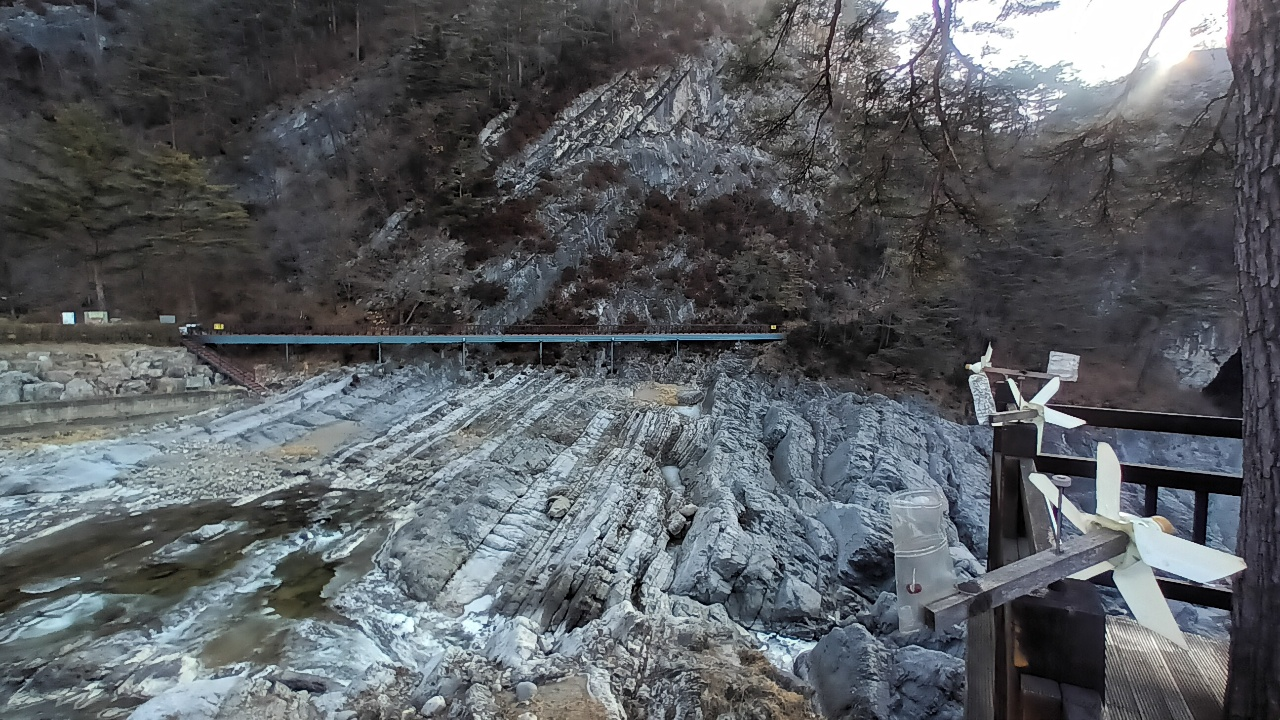
태백고생대자연사박물관 앞 황지천에 드러난 막동 석회암층의 노두이다. 구문소 바로 뒤쪽이며, 층리가 선명하게 드러나 있고, 북서쪽을 향해 크게 기울어 있다.
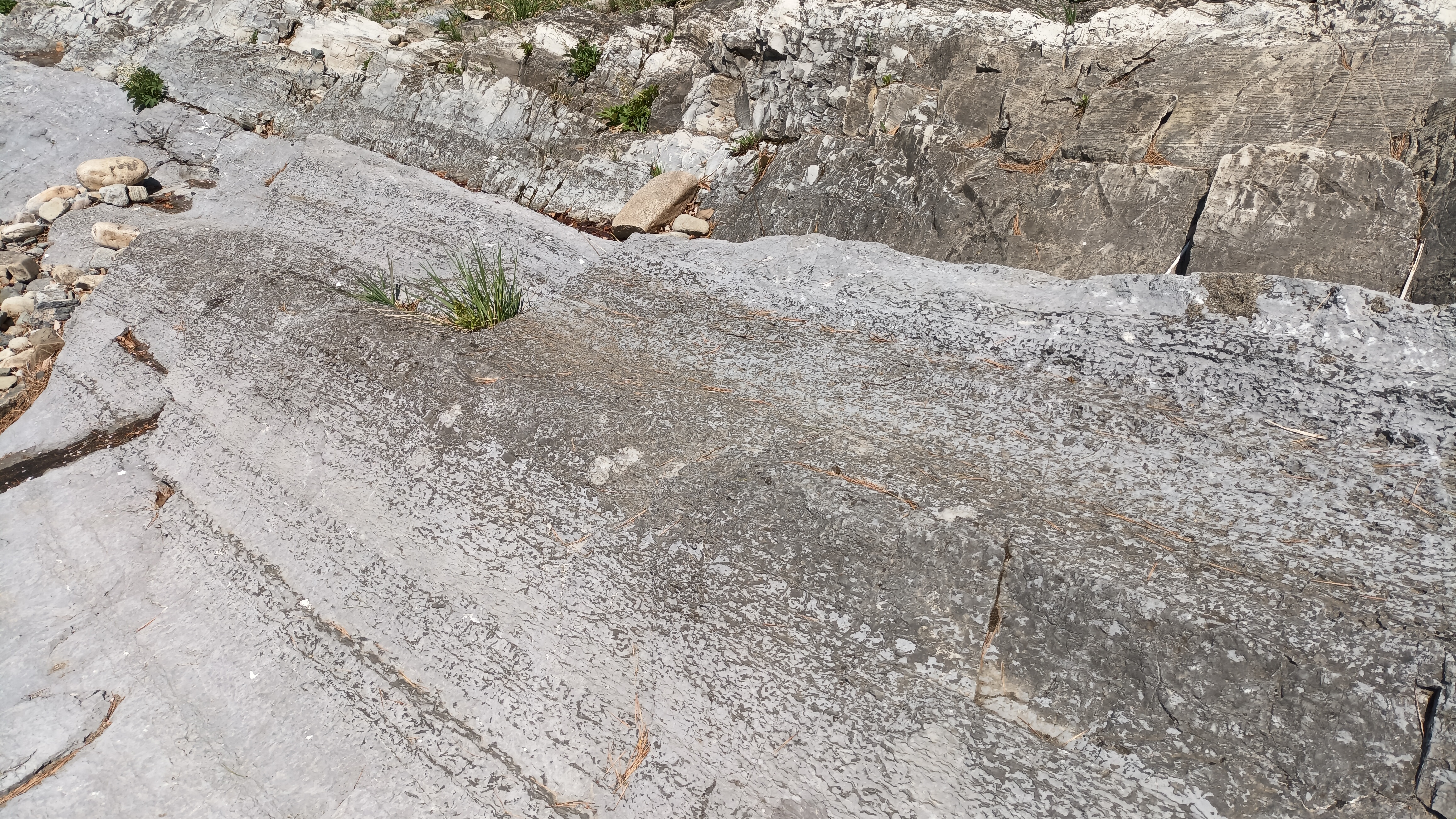
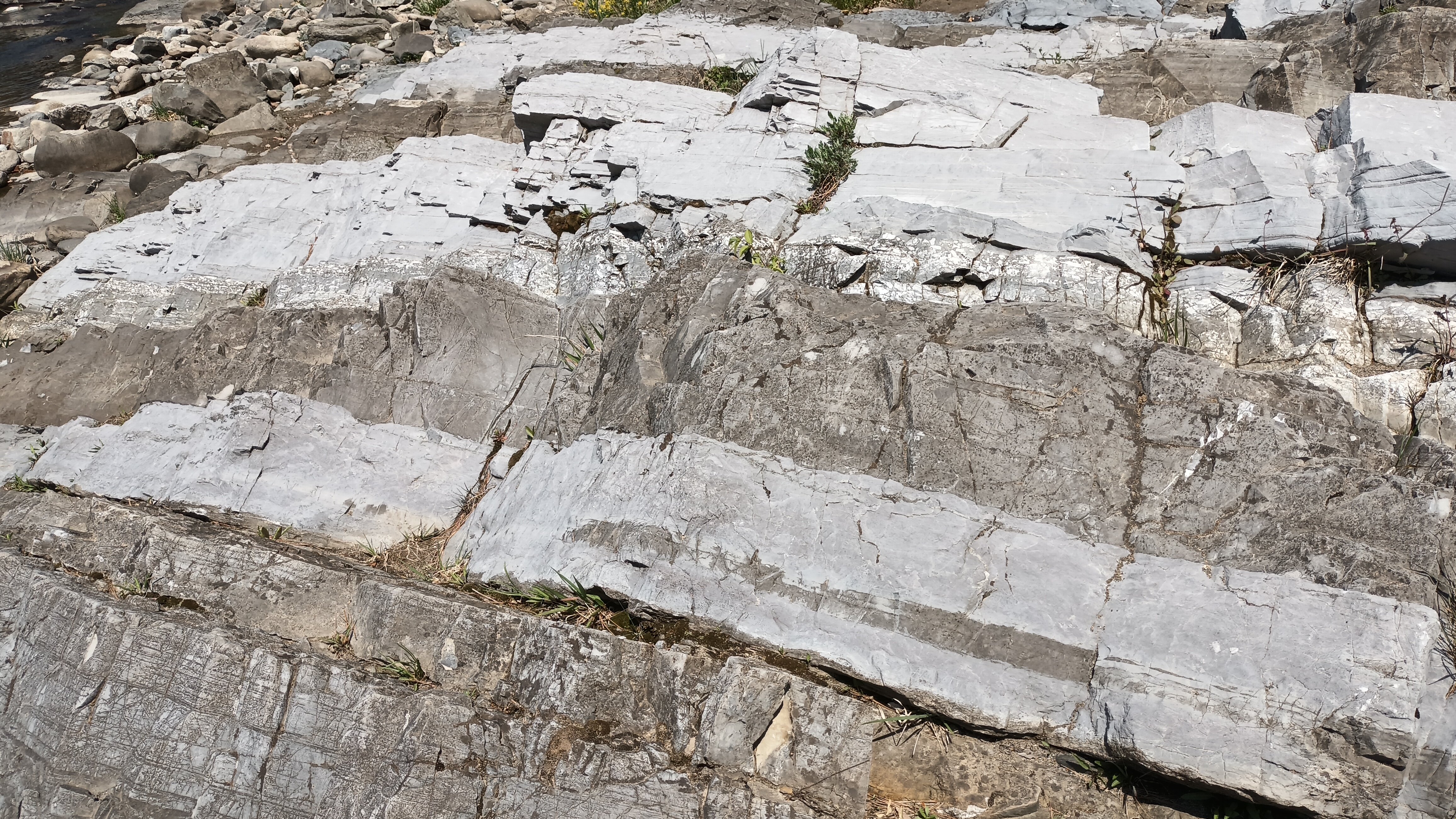
담회색과 암회색 지층이 교대로 나타난다.
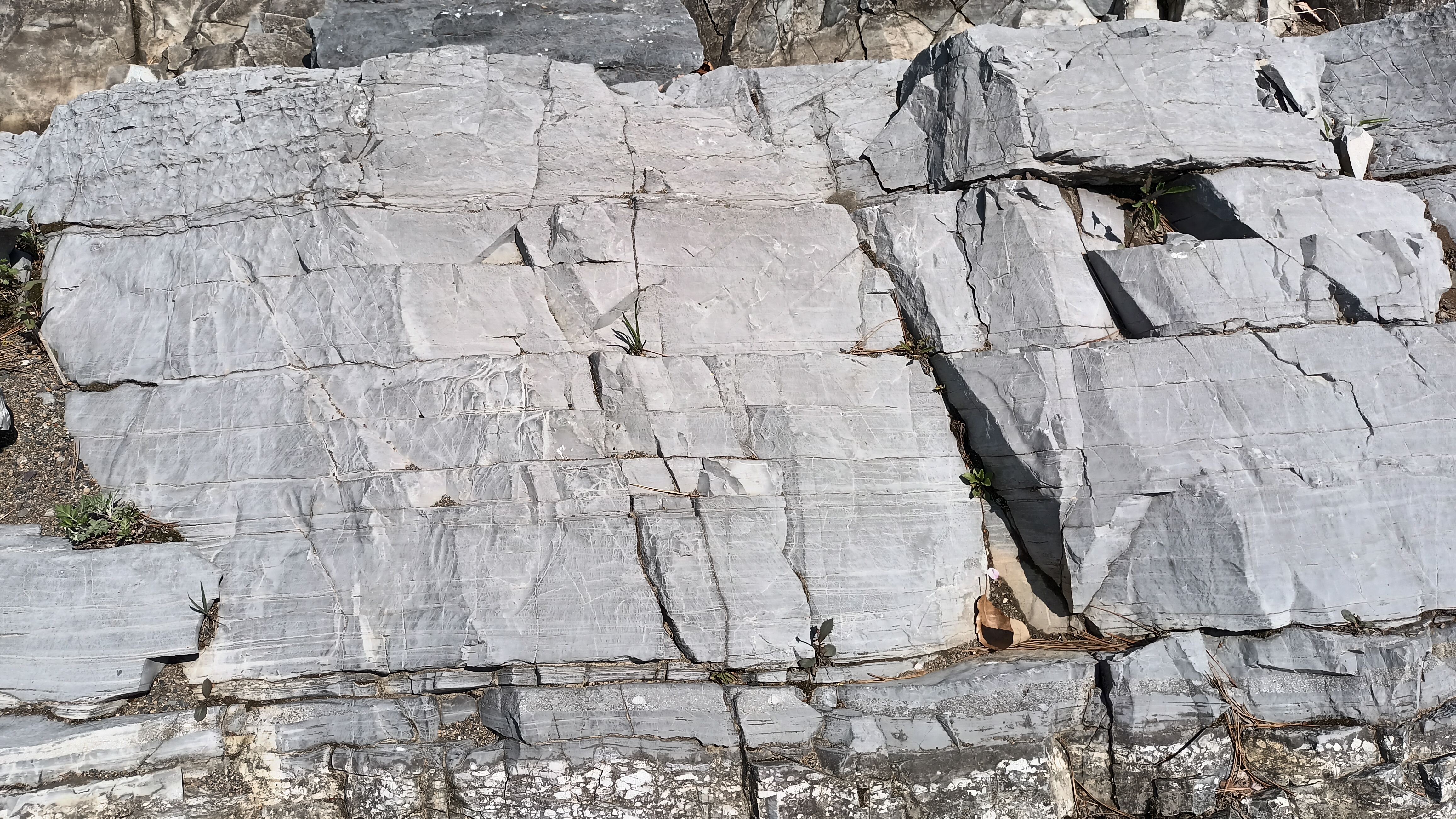
담회색 석회암 지층
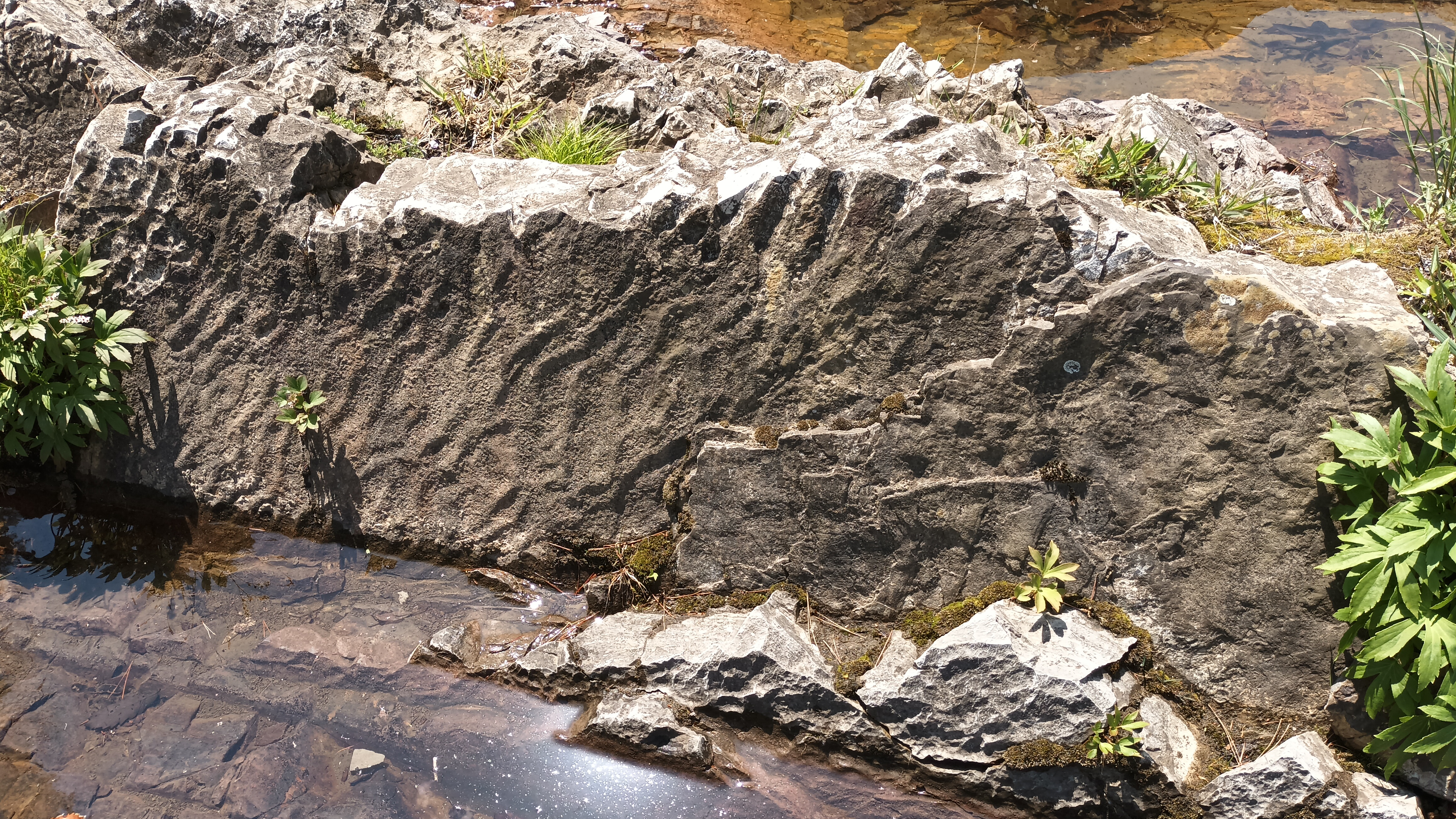
천해의 퇴적 환경을 지시하는 연흔 구조
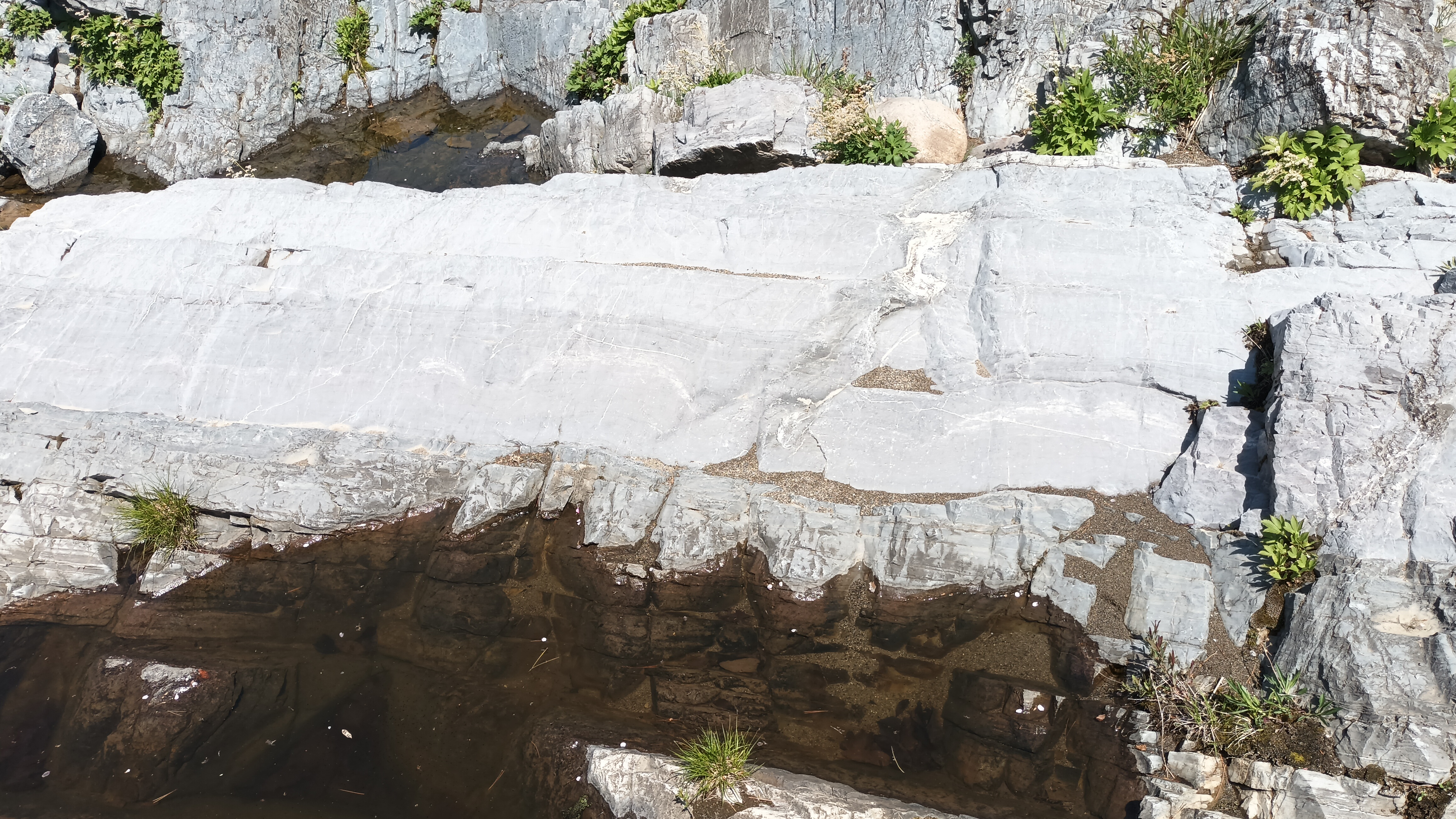
담회색 석회암 지층에 나타난 스트로마톨라이트 구조
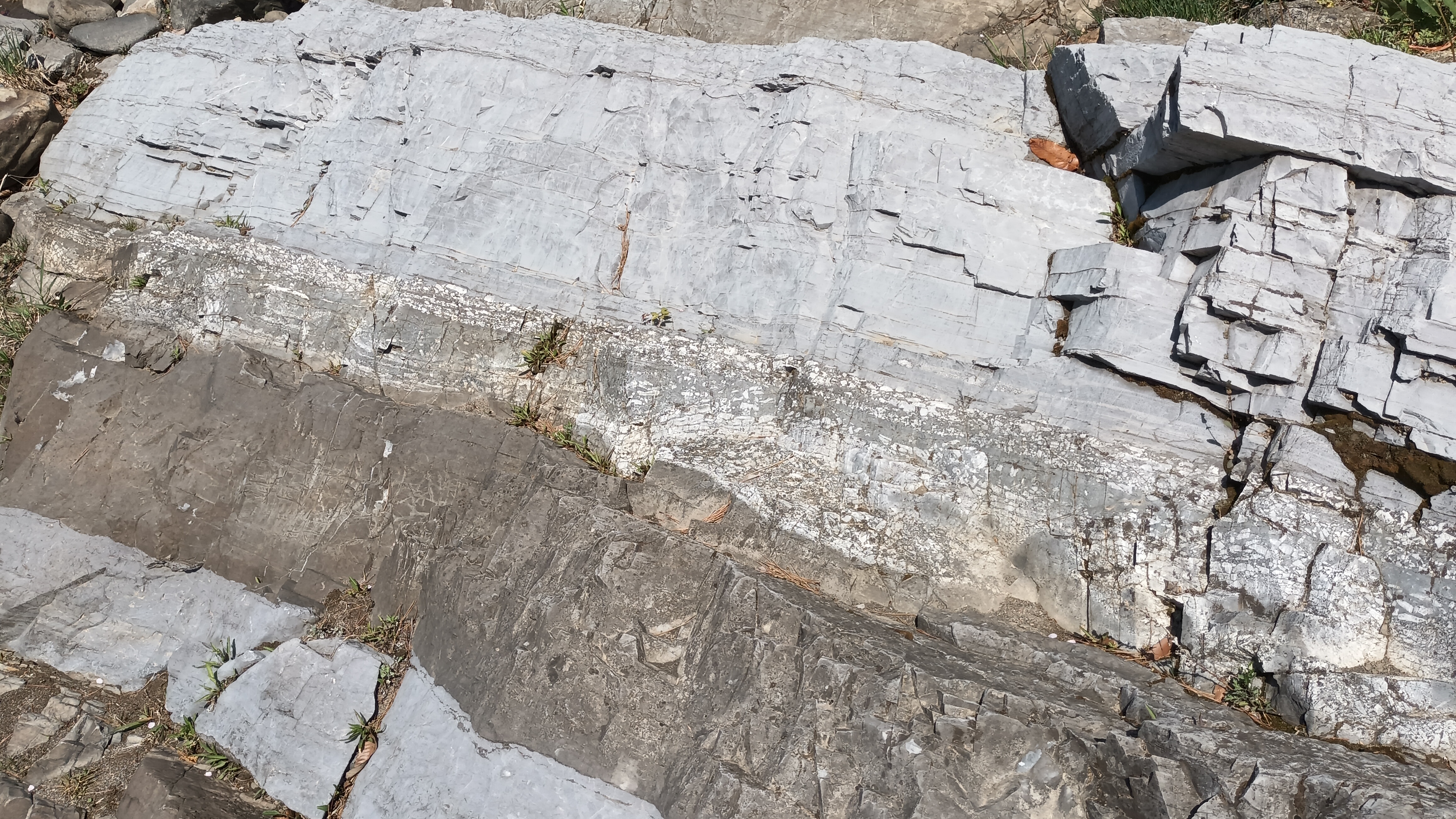
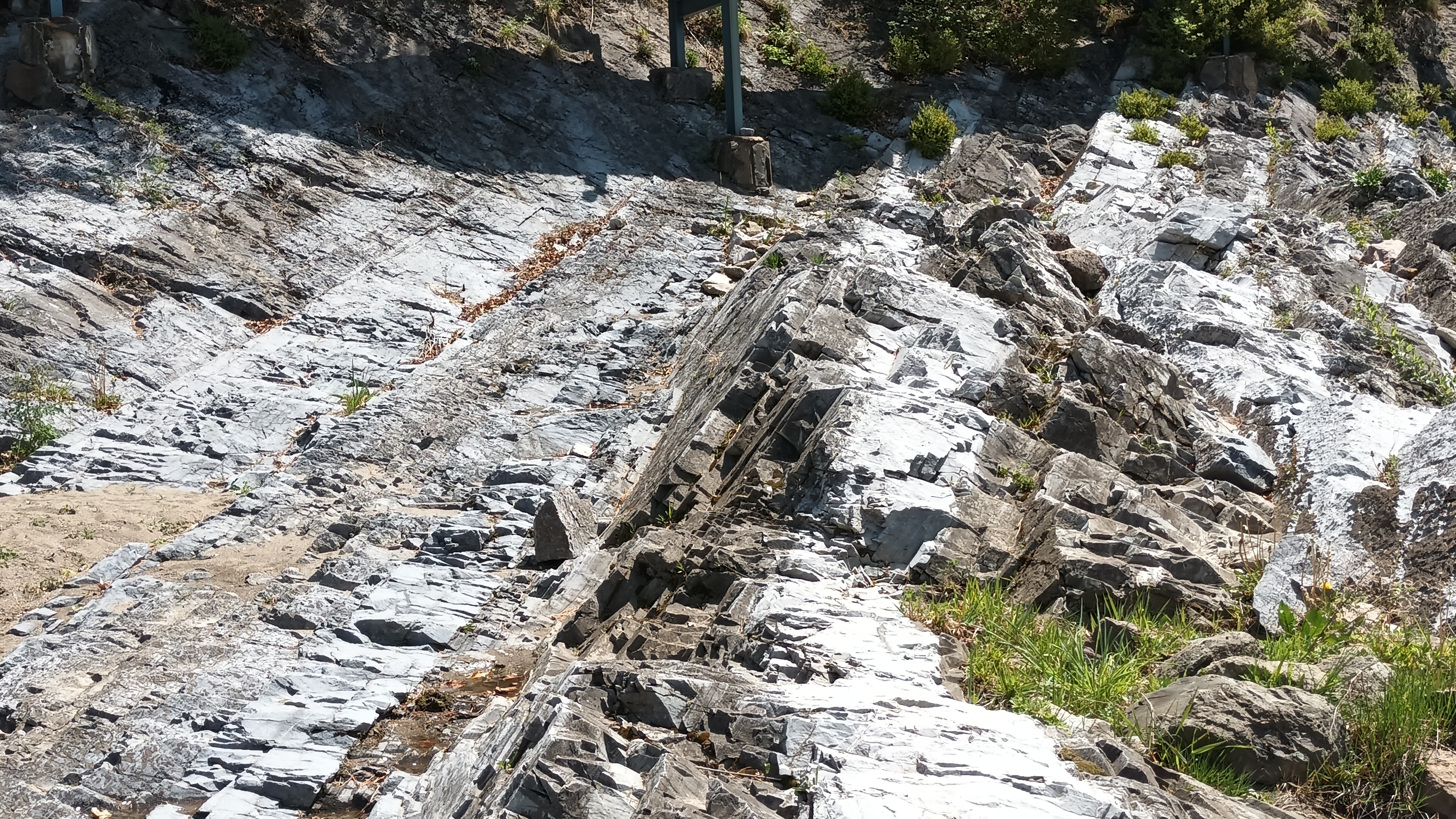
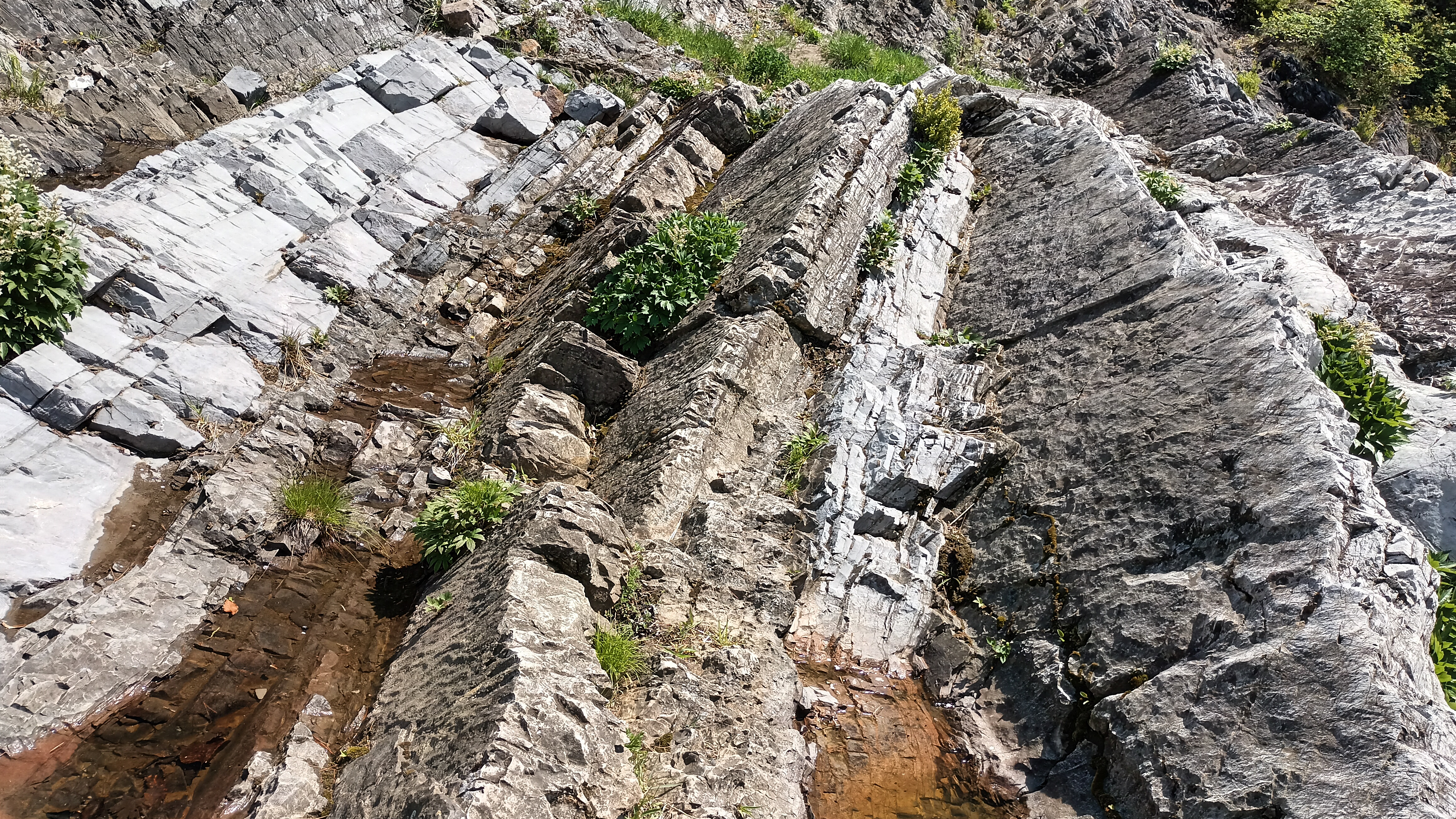
연흔과 건열 구조가 같이 나타난다.
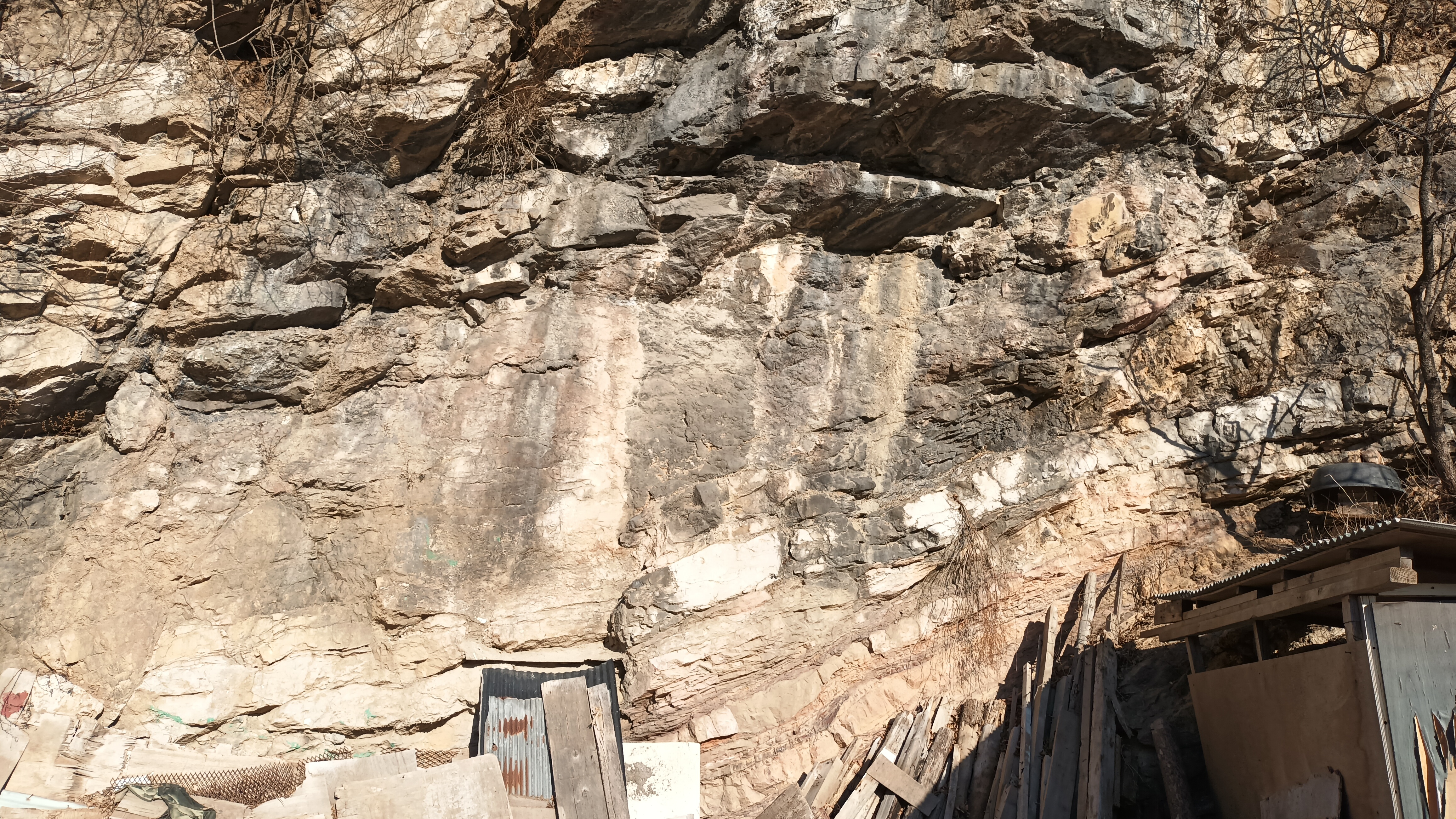
태백시 황지동 황지교사거리 동쪽, 노외공영주차장(태백시 황지동 20-4) 진입로에 드러난 막골층의 노두이다.

기타
태백시 장성동 150 (N 37°06'09.75", E 129°00'28.63") 장성중앙교회 내에 소규모로 막동 석회암층이 드러나 있고 여기서 복족류 패각화석이 높은 밀집도로 산출된다. 이곳에는 지질탐방로와 해설판이 조성되어 있다. 태백시 장성동 1 (태백시 양지길 25, N 37°06'20", E 129°01'16")의 비와야폭포의 암반은 막동 석회암층으로 이루어져 있다.

### 단양 고수동굴
충청북도 단양군 단양읍 고수리에 위치한 단양 고수동굴이 바로 막골층 중에 발달한다. 원래 단양군 단양읍 지역에서 막동 석회암층은 고수동굴에서 동쪽으로 약 2 km 들어간 금곡리에 북동-남서 방향으로 분포하나 고수동굴 주변에 발달하는 역단층에 의해 고수리에 막동 석회암층이 한번 더 노출되고 이 막동 석회암층 내에 동굴이 발달한다. 그런데 거의 남-북 방향으로 대상 분포를 보이며 고수동굴을 내포한 막동 석회암층의 하위에 있어야 할 두무동층과 동점 규암층, 화절층, 풍촌 석회암층을 두지 않고 동굴 동측에서 역단층을 사이에 두고 평안 누층군 고방산층과 접하고 있다. 이러한 사실은 동굴을 포함한 막동 석회암층이 고방산층에 대하여 상대적으로 수백 m 상승하였음을 나타낸다. 
막동 석회암의 신선한 면은 청회색의 괴상(塊狀) 석회암으로 보이지만 풍화 표면에서는 두께 1 cm 미만의 두 가지 지층의 호층(互層)으로 되어 있음을 알 수 있다. 이러한 현상은 아마도 각 층의 화학 성분이 서로 다르다는 것에 기인할 것이다. 이러한 풍화 양상 때문에 막동 석회암층은 층리가 잘 발달된 석회암으로 취급되며 고수동굴의 풍화된 벽에서도 관찰된다. 막동 석회암층은 고수동굴 부근에서 남-북 내지 북동 40°의 주향과 북서 30~40°의 경사를 보인다. 막동 석회암층의 두께는 300 m이다.

## 같이 보기
- 한국의 지질
- 태백시의 지질
- 정선군의 지질
- 평창군의 지질
- 영월군의 지질
- 단양군의 지질
- 조선 누층군
- 두무골층
- 직운산층
- 석회암
- 단양 고수동굴
- 평창 백룡동굴